# Incontri ufficiali della nazionale maschile di calcio del Belgio

## Partite dal 1904 ad oggi
| Cronologia completa delle presenze e delle reti in nazionale ― Belgio | Cronologia completa delle presenze e delle reti in nazionale ― Belgio | Cronologia completa delle presenze e delle reti in nazionale ― Belgio | Cronologia completa delle presenze e delle reti in nazionale ― Belgio | Cronologia completa delle presenze e delle reti in nazionale ― Belgio | Cronologia completa delle presenze e delle reti in nazionale ― Belgio | Cronologia completa delle presenze e delle reti in nazionale ― Belgio | Cronologia completa delle presenze e delle reti in nazionale ― Belgio |
| Data                                                                  | Città                                                                 | In casa                                                               | Risultato                                                             | Ospiti                                                                | Competizione                                                          | Reti                                                                  | Note                                                                  |
| --------------------------------------------------------------------- | --------------------------------------------------------------------- | --------------------------------------------------------------------- | --------------------------------------------------------------------- | --------------------------------------------------------------------- | --------------------------------------------------------------------- | --------------------------------------------------------------------- | --------------------------------------------------------------------- |
| 1-5-1904                                                              | Uccle                                                                 | Belgio                                                                | 3 – 3                                                                 | Francia                                                               | Amichevole                                                            | -                                                                     |                                                                       |
| 30-4-1905                                                             | Anversa                                                               | Belgio                                                                | 1 – 4                                                                 | Paesi Bassi                                                           | Amichevole                                                            | -                                                                     |                                                                       |
| 7-5-1905                                                              | Uccle                                                                 | Belgio                                                                | 7 – 0                                                                 | Francia                                                               | Amichevole                                                            | -                                                                     |                                                                       |
| 14-5-1905                                                             | Rotterdam                                                             | Paesi Bassi                                                           | 4 – 0                                                                 | Belgio                                                                | Amichevole                                                            | -                                                                     |                                                                       |
| 22-4-1906                                                             | Saint-Cloud                                                           | Francia                                                               | 0 – 5                                                                 | Belgio                                                                | Amichevole                                                            | -                                                                     |                                                                       |
| 29-4-1906                                                             | Anversa                                                               | Belgio                                                                | 5 – 0                                                                 | Paesi Bassi                                                           | Amichevole                                                            | -                                                                     |                                                                       |
| 13-5-1906                                                             | Rotterdam                                                             | Paesi Bassi                                                           | 2 – 3                                                                 | Belgio                                                                | Amichevole                                                            | -                                                                     |                                                                       |
| 14-4-1907                                                             | Anversa                                                               | Belgio                                                                | 1 – 3                                                                 | Paesi Bassi                                                           | Amichevole                                                            | -                                                                     |                                                                       |
| 21-4-1907                                                             | Uccle                                                                 | Belgio                                                                | 1 – 2                                                                 | Francia                                                               | Amichevole                                                            | -                                                                     |                                                                       |
| 9-5-1907                                                              | Haarlem                                                               | Paesi Bassi                                                           | 1 – 2                                                                 | Belgio                                                                | Amichevole                                                            | -                                                                     |                                                                       |
| 29-3-1908                                                             | Anversa                                                               | Belgio                                                                | 1 – 4                                                                 | Paesi Bassi                                                           | Amichevole                                                            | -                                                                     |                                                                       |
| 12-4-1908                                                             | Colombes                                                              | Francia                                                               | 1 – 2                                                                 | Belgio                                                                | Amichevole                                                            | -                                                                     |                                                                       |
| 18-4-1908                                                             | Bruxelles                                                             | Belgio                                                                | 2 – 8                                                                 | Inghilterra                                                           | Amichevole                                                            | -                                                                     |                                                                       |
| 26-4-1908                                                             | Rotterdam                                                             | Paesi Bassi                                                           | 3 – 1                                                                 | Belgio                                                                | Amichevole                                                            | -                                                                     |                                                                       |
| 26-10-1908                                                            | Uccle                                                                 | Belgio                                                                | 2 – 1                                                                 | Svezia                                                                | Amichevole                                                            | -                                                                     |                                                                       |
| 21-3-1909                                                             | Anversa                                                               | Belgio                                                                | 1 – 4                                                                 | Paesi Bassi                                                           | Amichevole                                                            | -                                                                     |                                                                       |
| 17-4-1909                                                             | Tottenham                                                             | Inghilterra                                                           | 11 – 2                                                                | Belgio                                                                | Amichevole                                                            | -                                                                     |                                                                       |
| 25-4-1909                                                             | Rotterdam                                                             | Paesi Bassi                                                           | 4 – 1                                                                 | Belgio                                                                | Amichevole                                                            | -                                                                     |                                                                       |
| 9-5-1909                                                              | Uccle                                                                 | Belgio                                                                | 5 – 2                                                                 | Francia                                                               | Amichevole                                                            | -                                                                     |                                                                       |
| 13-3-1910                                                             | Anversa                                                               | Belgio                                                                | 3 – 2                                                                 | Paesi Bassi                                                           | Amichevole                                                            | -                                                                     |                                                                       |
| 26-3-1910                                                             | Bruxelles                                                             | Belgio                                                                | 2 – 2                                                                 | Inghilterra                                                           | Amichevole                                                            | -                                                                     |                                                                       |
| 3-4-1910                                                              | Gentilly                                                              | Francia                                                               | 0 – 4                                                                 | Belgio                                                                | Amichevole                                                            | -                                                                     |                                                                       |
| 10-4-1910                                                             | Haarlem                                                               | Paesi Bassi                                                           | 7 – 0                                                                 | Belgio                                                                | Amichevole                                                            | -                                                                     |                                                                       |
| 16-5-1910                                                             | Duisburg                                                              | Germania                                                              | 0 – 3                                                                 | Belgio                                                                | Amichevole                                                            | -                                                                     |                                                                       |
| 4-3-1911                                                              | Londra                                                                | Inghilterra                                                           | 4 – 0                                                                 | Belgio                                                                | Amichevole                                                            | -                                                                     |                                                                       |
| 19-3-1911                                                             | Anversa                                                               | Belgio                                                                | 1 – 5                                                                 | Paesi Bassi                                                           | Amichevole                                                            | -                                                                     |                                                                       |
| 2-4-1911                                                              | Dordrecht                                                             | Paesi Bassi                                                           | 3 – 1                                                                 | Belgio                                                                | Amichevole                                                            | -                                                                     |                                                                       |
| 23-4-1911                                                             | Liegi                                                                 | Belgio                                                                | 2 – 1                                                                 | Germania                                                              | Amichevole                                                            | -                                                                     |                                                                       |
| 30-4-1911                                                             | Bruxelles                                                             | Belgio                                                                | 7 – 1                                                                 | Francia                                                               | Amichevole                                                            | -                                                                     |                                                                       |
| 28-1-1912                                                             | Saint-Ouen                                                            | Francia                                                               | 1 – 1                                                                 | Belgio                                                                | Amichevole                                                            | -                                                                     |                                                                       |
| 20-2-1912                                                             | Anversa                                                               | Belgio                                                                | 9 – 2                                                                 | Svizzera                                                              | Amichevole                                                            | -                                                                     |                                                                       |
| 10-3-1912                                                             | Anversa                                                               | Belgio                                                                | 1 – 2                                                                 | Paesi Bassi                                                           | Amichevole                                                            | -                                                                     |                                                                       |
| 8-4-1912                                                              | Bruxelles                                                             | Belgio                                                                | 1 – 2                                                                 | Inghilterra                                                           | Amichevole                                                            | -                                                                     |                                                                       |
| 28-4-1912                                                             | Dordrecht                                                             | Paesi Bassi                                                           | 4 – 3                                                                 | Belgio                                                                | Amichevole                                                            | -                                                                     |                                                                       |
| 9-11-1912                                                             | Swindon                                                               | Inghilterra                                                           | 4 – 0                                                                 | Belgio                                                                | Amichevole                                                            | -                                                                     |                                                                       |
| 16-2-1913                                                             | Uccle                                                                 | Belgio                                                                | 3 – 0                                                                 | Francia                                                               | Amichevole                                                            | -                                                                     |                                                                       |
| 9-3-1913                                                              | Anversa                                                               | Belgio                                                                | 3 – 3                                                                 | Paesi Bassi                                                           | Amichevole                                                            | -                                                                     |                                                                       |
| 20-4-1913                                                             | Zwolle                                                                | Paesi Bassi                                                           | 2 – 4                                                                 | Belgio                                                                | Amichevole                                                            | -                                                                     |                                                                       |
| 1-5-1913                                                              | Torino                                                                | Italia                                                                | 1 – 0                                                                 | Belgio                                                                | Amichevole                                                            | -                                                                     |                                                                       |
| 4-5-1913                                                              | Basilea                                                               | Svizzera                                                              | 1 – 2                                                                 | Belgio                                                                | Amichevole                                                            | -                                                                     |                                                                       |
| 2-11-1913                                                             | Verviers                                                              | Belgio                                                                | 2 – 0                                                                 | Svizzera                                                              | Amichevole                                                            | -                                                                     |                                                                       |
| 23-11-1913                                                            | Anversa                                                               | Belgio                                                                | 6 – 2                                                                 | Germania                                                              | Amichevole                                                            | -                                                                     |                                                                       |
| 25-1-1914                                                             | Lilla                                                                 | Francia                                                               | 4 – 3                                                                 | Belgio                                                                | Amichevole                                                            | -                                                                     |                                                                       |
| 24-2-1914                                                             | Bruxelles                                                             | Belgio                                                                | 1 – 8                                                                 | Inghilterra                                                           | Amichevole                                                            | -                                                                     |                                                                       |
| 15-3-1914                                                             | Anversa                                                               | Belgio                                                                | 2 – 4                                                                 | Paesi Bassi                                                           | Amichevole                                                            | -                                                                     |                                                                       |
| 26-4-1914                                                             | Amsterdam                                                             | Paesi Bassi                                                           | 4 – 2                                                                 | Belgio                                                                | Amichevole                                                            | -                                                                     |                                                                       |
| 9-3-1919                                                              | Uccle                                                                 | Belgio                                                                | 2 – 2                                                                 | Francia                                                               | Amichevole                                                            | -                                                                     |                                                                       |
| 17-2-1920                                                             | Bruxelles                                                             | Belgio                                                                | 3 – 1                                                                 | Inghilterra                                                           | Amichevole                                                            | -                                                                     |                                                                       |
| 28-3-1920                                                             | Parigi                                                                | Francia                                                               | 2 – 1                                                                 | Belgio                                                                | Amichevole                                                            | -                                                                     |                                                                       |
| 29-8-1920                                                             | Anversa                                                               | Belgio                                                                | 3 – 1                                                                 | Spagna                                                                | Olimpiadi 1920                                                        | -                                                                     |                                                                       |
| 31-8-1920                                                             | Anversa                                                               | Belgio                                                                | 3 – 0                                                                 | Paesi Bassi                                                           | Olimpiadi 1920                                                        | -                                                                     |                                                                       |
| 2-9-1920                                                              | Anversa                                                               | Belgio                                                                | 2 – 0                                                                 | Cecoslovacchia                                                        | Olimpiadi 1920                                                        | -                                                                     |                                                                       |
| 6-3-1921                                                              | Forest                                                                | Belgio                                                                | 3 – 1                                                                 | Francia                                                               | Amichevole                                                            | -                                                                     |                                                                       |
| 5-5-1921                                                              | Anversa                                                               | Belgio                                                                | 2 – 3                                                                 | Italia                                                                | Amichevole                                                            | -                                                                     |                                                                       |
| 15-5-1921                                                             | Anversa                                                               | Belgio                                                                | 1 – 1                                                                 | Paesi Bassi                                                           | Amichevole                                                            | -                                                                     |                                                                       |
| 21-5-1921                                                             | Bruxelles                                                             | Belgio                                                                | 0 – 2                                                                 | Inghilterra                                                           | Amichevole                                                            | -                                                                     |                                                                       |
| 9-10-1921                                                             | Bilbao                                                                | Spagna                                                                | 2 – 0                                                                 | Belgio                                                                | Amichevole                                                            | -                                                                     |                                                                       |
| 15-1-1922                                                             | Colombes                                                              | Francia                                                               | 2 – 1                                                                 | Belgio                                                                | Amichevole                                                            | -                                                                     |                                                                       |
| 26-3-1922                                                             | Anversa                                                               | Belgio                                                                | 4 – 0                                                                 | Paesi Bassi                                                           | Amichevole                                                            | -                                                                     |                                                                       |
| 15-4-1922                                                             | Rocourt                                                               | Belgio                                                                | 0 – 0                                                                 | Danimarca                                                             | Amichevole                                                            | -                                                                     |                                                                       |
| 7-5-1922                                                              | Amsterdam                                                             | Paesi Bassi                                                           | 1 – 2                                                                 | Belgio                                                                | Amichevole                                                            | -                                                                     |                                                                       |
| 21-5-1922                                                             | Milano                                                                | Italia                                                                | 4 – 2                                                                 | Belgio                                                                | Amichevole                                                            | -                                                                     |                                                                       |
| 4-2-1923                                                              | Anversa                                                               | Belgio                                                                | 1 – 0                                                                 | Spagna                                                                | Amichevole                                                            | -                                                                     |                                                                       |
| 25-2-1923                                                             | Forest                                                                | Belgio                                                                | 4 – 1                                                                 | Francia                                                               | Amichevole                                                            | -                                                                     |                                                                       |
| 19-3-1923                                                             | Londra                                                                | Inghilterra                                                           | 6 – 1                                                                 | Belgio                                                                | Amichevole                                                            | -                                                                     |                                                                       |
| 29-4-1923                                                             | Amsterdam                                                             | Paesi Bassi                                                           | 1 – 1                                                                 | Belgio                                                                | Amichevole                                                            | -                                                                     |                                                                       |
| 5-5-1923                                                              | Bruxelles                                                             | Belgio                                                                | 3 – 0                                                                 | Inghilterra                                                           | Amichevole                                                            | -                                                                     |                                                                       |
| 1-11-1923                                                             | Anversa                                                               | Belgio                                                                | 2 – 2                                                                 | Inghilterra                                                           | Amichevole                                                            | -                                                                     |                                                                       |
| 13-1-1924                                                             | Montrouge                                                             | Francia                                                               | 2 – 0                                                                 | Belgio                                                                | Amichevole                                                            | -                                                                     |                                                                       |
| 23-3-1924                                                             | Amsterdam                                                             | Paesi Bassi                                                           | 1 – 1                                                                 | Belgio                                                                | Amichevole                                                            | -                                                                     |                                                                       |
| 27-4-1924                                                             | Anversa                                                               | Belgio                                                                | 1 – 1                                                                 | Paesi Bassi                                                           | Amichevole                                                            | -                                                                     |                                                                       |
| 29-5-1924                                                             | Colombes                                                              | Belgio                                                                | 1 – 8                                                                 | Svezia                                                                | Olimpiadi 1924                                                        | -                                                                     |                                                                       |
| 5-10-1924                                                             | Copenaghen                                                            | Danimarca                                                             | 2 – 1                                                                 | Belgio                                                                | Amichevole                                                            | -                                                                     |                                                                       |
| 11-11-1924                                                            | Bruxelles                                                             | Belgio                                                                | 3 – 0                                                                 | Francia                                                               | Amichevole                                                            | -                                                                     |                                                                       |
| 8-12-1924                                                             | West Bromwich                                                         | Inghilterra                                                           | 4 – 0                                                                 | Belgio                                                                | Amichevole                                                            | -                                                                     |                                                                       |
| 15-3-1925                                                             | Anversa                                                               | Belgio                                                                | 0 – 1                                                                 | Paesi Bassi                                                           | Amichevole                                                            | -                                                                     |                                                                       |
| 3-5-1925                                                              | Amsterdam                                                             | Paesi Bassi                                                           | 5 – 0                                                                 | Belgio                                                                | Amichevole                                                            | -                                                                     |                                                                       |
| 21-5-1925                                                             | Budapest                                                              | Ungheria                                                              | 1 – 3                                                                 | Belgio                                                                | Amichevole                                                            | -                                                                     |                                                                       |
| 24-5-1925                                                             | Losanna                                                               | Svizzera                                                              | 0 – 0                                                                 | Belgio                                                                | Amichevole                                                            | -                                                                     |                                                                       |
| 13-12-1925                                                            | Ougrée                                                                | Belgio                                                                | 3 – 4                                                                 | Austria                                                               | Amichevole                                                            | -                                                                     |                                                                       |
| 14-2-1926                                                             | Bruxelles                                                             | Belgio                                                                | 0 – 2                                                                 | Ungheria                                                              | Amichevole                                                            | -                                                                     |                                                                       |
| 14-3-1926                                                             | Anversa                                                               | Belgio                                                                | 1 – 1                                                                 | Paesi Bassi                                                           | Amichevole                                                            | -                                                                     |                                                                       |
| 11-4-1926                                                             | Parigi                                                                | Francia                                                               | 4 – 3                                                                 | Belgio                                                                | Amichevole                                                            | -                                                                     |                                                                       |
| 2-5-1926                                                              | Amsterdam                                                             | Paesi Bassi                                                           | 1 – 5                                                                 | Belgio                                                                | Amichevole                                                            | -                                                                     |                                                                       |
| 24-5-1926                                                             | Anversa                                                               | Belgio                                                                | 3 – 5                                                                 | Inghilterra                                                           | Amichevole                                                            | -                                                                     |                                                                       |
| 20-6-1926                                                             | Bruxelles                                                             | Belgio                                                                | 2 – 2                                                                 | Francia                                                               | Amichevole                                                            | -                                                                     |                                                                       |
| 2-1-1927                                                              | Ougrée                                                                | Belgio                                                                | 2 – 3                                                                 | Cecoslovacchia                                                        | Amichevole                                                            | -                                                                     |                                                                       |
| 13-3-1927                                                             | Anversa                                                               | Belgio                                                                | 2 – 0                                                                 | Paesi Bassi                                                           | Amichevole                                                            | -                                                                     |                                                                       |
| 3-4-1927                                                              | Forest                                                                | Belgio                                                                | 2 – 1                                                                 | Svezia                                                                | Amichevole                                                            | -                                                                     |                                                                       |
| 1-5-1927                                                              | Amsterdam                                                             | Paesi Bassi                                                           | 3 – 2                                                                 | Belgio                                                                | Amichevole                                                            | -                                                                     |                                                                       |
| 11-5-1927                                                             | Bruxelles                                                             | Belgio                                                                | 1 – 9                                                                 | Inghilterra                                                           | Amichevole                                                            | -                                                                     |                                                                       |
| 22-5-1927                                                             | Vienna                                                                | Austria                                                               | 4 – 1                                                                 | Belgio                                                                | Amichevole                                                            | -                                                                     |                                                                       |
| 26-5-1927                                                             | Praga                                                                 | Cecoslovacchia                                                        | 4 – 0                                                                 | Belgio                                                                | Amichevole                                                            | -                                                                     |                                                                       |
| 4-9-1927                                                              | Stoccolma                                                             | Svezia                                                                | 7 – 0                                                                 | Belgio                                                                | Amichevole                                                            | -                                                                     |                                                                       |
| 8-1-1928                                                              | Bruxelles                                                             | Belgio                                                                | 1 – 2                                                                 | Austria                                                               | Amichevole                                                            | -                                                                     |                                                                       |
| 12-2-1928                                                             | Ougrée                                                                | Belgio                                                                | 2 – 4                                                                 | Irlanda                                                               | Amichevole                                                            | -                                                                     |                                                                       |
| 11-3-1928                                                             | Amsterdam                                                             | Paesi Bassi                                                           | 1 – 1                                                                 | Belgio                                                                | Amichevole                                                            | -                                                                     |                                                                       |
| 1-4-1928                                                              | Anversa                                                               | Belgio                                                                | 1 – 0                                                                 | Paesi Bassi                                                           | Amichevole                                                            | -                                                                     |                                                                       |
| 15-4-1928                                                             | Colombes                                                              | Francia                                                               | 2 – 3                                                                 | Belgio                                                                | Amichevole                                                            | -                                                                     |                                                                       |
| 19-5-1928                                                             | Anversa                                                               | Belgio                                                                | 1 – 3                                                                 | Inghilterra                                                           | Amichevole                                                            | -                                                                     |                                                                       |
| 27-5-1928                                                             | Amsterdam                                                             | Belgio                                                                | 5 – 3                                                                 | Lussemburgo                                                           | Olimpiadi 1928                                                        | -                                                                     |                                                                       |
| 2-6-1928                                                              | Amsterdam                                                             | Belgio                                                                | 3 – 6                                                                 | Argentina                                                             | Olimpiadi 1928                                                        | -                                                                     |                                                                       |
| 5-6-1928                                                              | Rotterdam                                                             | Paesi Bassi                                                           | 3 – 1                                                                 | Belgio                                                                | Olimpiadi 1928                                                        | -                                                                     |                                                                       |
| 4-11-1928                                                             | Amsterdam                                                             | Paesi Bassi                                                           | 1 – 1                                                                 | Belgio                                                                | Amichevole                                                            | -                                                                     |                                                                       |
| 20-4-1929                                                             | Dublino                                                               | Irlanda                                                               | 4 – 0                                                                 | Belgio                                                                | Amichevole                                                            | -                                                                     |                                                                       |
| 5-5-1929                                                              | Anversa                                                               | Belgio                                                                | 3 – 1                                                                 | Paesi Bassi                                                           | Amichevole                                                            | -                                                                     |                                                                       |
| 11-5-1929                                                             | Forest                                                                | Belgio                                                                | 1 – 5                                                                 | Inghilterra                                                           | Amichevole                                                            | -                                                                     |                                                                       |
| 26-5-1929                                                             | Rocourt                                                               | Belgio                                                                | 4 – 1                                                                 | Francia                                                               | Amichevole                                                            | -                                                                     |                                                                       |
| 13-4-1930                                                             | Colombes                                                              | Francia                                                               | 1 – 6                                                                 | Belgio                                                                | Amichevole                                                            | -                                                                     |                                                                       |
| 4-5-1930                                                              | Amsterdam                                                             | Paesi Bassi                                                           | 2 – 2                                                                 | Belgio                                                                | Amichevole                                                            | -                                                                     |                                                                       |
| 11-5-1930                                                             | Bruxelles                                                             | Belgio                                                                | 1 – 3                                                                 | Irlanda                                                               | Amichevole                                                            | -                                                                     |                                                                       |
| 18-5-1930                                                             | Anversa                                                               | Belgio                                                                | 3 – 1                                                                 | Paesi Bassi                                                           | Amichevole                                                            | -                                                                     |                                                                       |
| 25-5-1930                                                             | Ougrée                                                                | Belgio                                                                | 1 – 2                                                                 | Francia                                                               | Amichevole                                                            | -                                                                     |                                                                       |
| 8-6-1930                                                              | Anversa                                                               | Belgio                                                                | 2 – 1                                                                 | Portogallo                                                            | Amichevole                                                            | -                                                                     |                                                                       |
| 13-7-1930                                                             | Montevideo                                                            | Belgio                                                                | 0 – 3                                                                 | Stati Uniti                                                           | Mondiali 1930                                                         | -                                                                     |                                                                       |
| 20-7-1930                                                             | Montevideo                                                            | Belgio                                                                | 0 – 1                                                                 | Paraguay                                                              | Mondiali 1930                                                         | -                                                                     |                                                                       |
| 21-9-1930                                                             | Anversa                                                               | Belgio                                                                | 2 – 3                                                                 | Cecoslovacchia                                                        | Amichevole                                                            | -                                                                     |                                                                       |
| 28-9-1930                                                             | Rocourt                                                               | Belgio                                                                | 2 – 2                                                                 | Svezia                                                                | Amichevole                                                            | -                                                                     |                                                                       |
| 7-12-1930                                                             | Montrouge                                                             | Francia                                                               | 2 – 2                                                                 | Belgio                                                                | Amichevole                                                            | -                                                                     |                                                                       |
| 29-3-1931                                                             | Amsterdam                                                             | Paesi Bassi                                                           | 3 – 2                                                                 | Belgio                                                                | Amichevole                                                            | -                                                                     |                                                                       |
| 3-5-1931                                                              | Anversa                                                               | Belgio                                                                | 4 – 2                                                                 | Paesi Bassi                                                           | Amichevole                                                            | -                                                                     |                                                                       |
| 16-5-1931                                                             | Bruxelles                                                             | Belgio                                                                | 1 – 4                                                                 | Inghilterra                                                           | Amichevole                                                            | -                                                                     |                                                                       |
| 31-5-1931                                                             | Lisbona                                                               | Portogallo                                                            | 3 – 2                                                                 | Belgio                                                                | Amichevole                                                            | -                                                                     |                                                                       |
| 11-10-1931                                                            | Bruxelles                                                             | Belgio                                                                | 2 – 1                                                                 | Polonia                                                               | Amichevole                                                            | -                                                                     |                                                                       |
| 6-12-1931                                                             | Bruxelles                                                             | Belgio                                                                | 2 – 1                                                                 | Svizzera                                                              | Amichevole                                                            | -                                                                     |                                                                       |
| 20-3-1932                                                             | Anversa                                                               | Belgio                                                                | 1 – 4                                                                 | Paesi Bassi                                                           | Amichevole                                                            | -                                                                     |                                                                       |
| 17-4-1932                                                             | Amsterdam                                                             | Paesi Bassi                                                           | 2 – 1                                                                 | Belgio                                                                | Amichevole                                                            | -                                                                     |                                                                       |
| 1-5-1932                                                              | Bruxelles                                                             | Belgio                                                                | 5 – 2                                                                 | Francia                                                               | Amichevole                                                            | -                                                                     |                                                                       |
| 5-6-1932                                                              | Copenaghen                                                            | Danimarca                                                             | 3 – 4                                                                 | Belgio                                                                | Amichevole                                                            | -                                                                     |                                                                       |
| 12-6-1932                                                             | Stoccolma                                                             | Svezia                                                                | 3 – 1                                                                 | Belgio                                                                | Amichevole                                                            | -                                                                     |                                                                       |
| 11-12-1932                                                            | Bruxelles                                                             | Belgio                                                                | 1 – 6                                                                 | Austria                                                               | Amichevole                                                            | -                                                                     |                                                                       |
| 12-2-1933                                                             | Bruxelles                                                             | Belgio                                                                | 2 – 3                                                                 | Italia                                                                | Amichevole                                                            | -                                                                     |                                                                       |
| 12-3-1933                                                             | Zurigo                                                                | Svizzera                                                              | 3 – 3                                                                 | Belgio                                                                | Amichevole                                                            | -                                                                     |                                                                       |
| 26-3-1933                                                             | Colombes                                                              | Francia                                                               | 3 – 0                                                                 | Belgio                                                                | Amichevole                                                            | -                                                                     |                                                                       |
| 9-4-1933                                                              | Anversa                                                               | Belgio                                                                | 1 – 3                                                                 | Paesi Bassi                                                           | Amichevole                                                            | -                                                                     |                                                                       |
| 7-5-1933                                                              | Amsterdam                                                             | Paesi Bassi                                                           | 1 – 2                                                                 | Belgio                                                                | Amichevole                                                            | -                                                                     |                                                                       |
| 4-6-1933                                                              | Varsavia                                                              | Polonia                                                               | 0 – 1                                                                 | Belgio                                                                | Amichevole                                                            | -                                                                     |                                                                       |
| 11-6-1933                                                             | Vienna                                                                | Austria                                                               | 4 – 1                                                                 | Belgio                                                                | Amichevole                                                            | -                                                                     |                                                                       |
| 22-10-1933                                                            | Duisburg                                                              | Germania                                                              | 8 – 1                                                                 | Belgio                                                                | Amichevole                                                            | -                                                                     |                                                                       |
| 26-11-1933                                                            | Bruxelles                                                             | Belgio                                                                | 2 – 2                                                                 | Danimarca                                                             | Amichevole                                                            | -                                                                     |                                                                       |
| 21-1-1934                                                             | Bruxelles                                                             | Belgio                                                                | 2 – 3                                                                 | Francia                                                               | Amichevole                                                            | -                                                                     |                                                                       |
| 25-2-1934                                                             | Dublino                                                               | Irlanda                                                               | 4 – 4                                                                 | Belgio                                                                | Qual. Mondiali 1934                                                   | -                                                                     |                                                                       |
| 11-3-1934                                                             | Amsterdam                                                             | Paesi Bassi                                                           | 9 – 3                                                                 | Belgio                                                                | Amichevole                                                            | -                                                                     |                                                                       |
| 29-4-1934                                                             | Anversa                                                               | Belgio                                                                | 2 – 4                                                                 | Paesi Bassi                                                           | Qual. Mondiali 1934                                                   | -                                                                     |                                                                       |
| 27-5-1934                                                             | Firenze                                                               | Belgio                                                                | 2 – 5                                                                 | Germania                                                              | Mondiali 1934                                                         | -                                                                     |                                                                       |
| 31-3-1935                                                             | Amsterdam                                                             | Paesi Bassi                                                           | 4 – 2                                                                 | Belgio                                                                | Amichevole                                                            | -                                                                     |                                                                       |
| 14-4-1935                                                             | Bruxelles                                                             | Belgio                                                                | 1 – 1                                                                 | Francia                                                               | Amichevole                                                            | -                                                                     |                                                                       |
| 28-4-1935                                                             | Bruxelles                                                             | Belgio                                                                | 1 – 6                                                                 | Germania                                                              | Amichevole                                                            | -                                                                     |                                                                       |
| 12-5-1935                                                             | Bruxelles                                                             | Belgio                                                                | 0 – 2                                                                 | Paesi Bassi                                                           | Amichevole                                                            | -                                                                     |                                                                       |
| 30-5-1935                                                             | Bruxelles                                                             | Belgio                                                                | 2 – 2                                                                 | Svizzera                                                              | Amichevole                                                            | -                                                                     |                                                                       |
| 17-11-1935                                                            | Bruxelles                                                             | Belgio                                                                | 5 – 1                                                                 | Svezia                                                                | Amichevole                                                            | -                                                                     |                                                                       |
| 16-2-1936                                                             | Bruxelles                                                             | Belgio                                                                | 0 – 2                                                                 | Polonia                                                               | Amichevole                                                            | -                                                                     |                                                                       |
| 8-3-1936                                                              | Colombes                                                              | Francia                                                               | 3 – 0                                                                 | Belgio                                                                | Amichevole                                                            | -                                                                     |                                                                       |
| 29-3-1936                                                             | Amsterdam                                                             | Paesi Bassi                                                           | 8 – 0                                                                 | Belgio                                                                | Amichevole                                                            | -                                                                     |                                                                       |
| 3-5-1936                                                              | Bruxelles                                                             | Belgio                                                                | 1 – 1                                                                 | Paesi Bassi                                                           | Amichevole                                                            | -                                                                     |                                                                       |
| 9-5-1936                                                              | Bruxelles                                                             | Belgio                                                                | 3 – 2                                                                 | Inghilterra                                                           | Amichevole                                                            | -                                                                     |                                                                       |
| 24-5-1936                                                             | Basilea                                                               | Svizzera                                                              | 1 – 1                                                                 | Belgio                                                                | Amichevole                                                            | -                                                                     |                                                                       |
| 21-2-1937                                                             | Bruxelles                                                             | Belgio                                                                | 3 – 1                                                                 | Francia                                                               | Amichevole                                                            | -                                                                     |                                                                       |
| 4-4-1937                                                              | Anversa                                                               | Belgio                                                                | 2 – 1                                                                 | Paesi Bassi                                                           | Amichevole                                                            | -                                                                     |                                                                       |
| 18-4-1937                                                             | Bruxelles                                                             | Belgio                                                                | 1 – 2                                                                 | Svizzera                                                              | Amichevole                                                            | -                                                                     |                                                                       |
| 25-4-1937                                                             | Hannover                                                              | Germania                                                              | 1 – 0                                                                 | Belgio                                                                | Amichevole                                                            | -                                                                     |                                                                       |
| 2-5-1937                                                              | Rotterdam                                                             | Paesi Bassi                                                           | 1 – 0                                                                 | Belgio                                                                | Amichevole                                                            | -                                                                     |                                                                       |
| 6-6-1937                                                              | Belgrado                                                              | Jugoslavia                                                            | 1 – 1                                                                 | Belgio                                                                | Amichevole                                                            | -                                                                     |                                                                       |
| 10-6-1937                                                             | Bucarest                                                              | Romania                                                               | 2 – 1                                                                 | Belgio                                                                | Amichevole                                                            | -                                                                     |                                                                       |
| 30-1-1938                                                             | Parigi                                                                | Francia                                                               | 5 – 3                                                                 | Belgio                                                                | Amichevole                                                            | -                                                                     |                                                                       |
| 27-2-1938                                                             | Rotterdam                                                             | Paesi Bassi                                                           | 7 – 2                                                                 | Belgio                                                                | Amichevole                                                            | -                                                                     |                                                                       |
| 13-3-1938                                                             | Lussemburgo                                                           | Lussemburgo                                                           | 2 – 3                                                                 | Belgio                                                                | Qual. Mondiali 1938                                                   | -                                                                     |                                                                       |
| 3-4-1938                                                              | Anversa                                                               | Belgio                                                                | 1 – 1                                                                 | Paesi Bassi                                                           | Qual. Mondiali 1938                                                   | -                                                                     |                                                                       |
| 8-5-1938                                                              | Losanna                                                               | Svizzera                                                              | 0 – 3                                                                 | Belgio                                                                | Amichevole                                                            | -                                                                     |                                                                       |
| 15-5-1938                                                             | Milano                                                                | Italia                                                                | 6 – 1                                                                 | Belgio                                                                | Amichevole                                                            | -                                                                     |                                                                       |
| 29-5-1938                                                             | Bruxelles                                                             | Belgio                                                                | 2 – 2                                                                 | Jugoslavia                                                            | Amichevole                                                            | -                                                                     |                                                                       |
| 5-6-1938                                                              | Colombes                                                              | Francia                                                               | 3 – 1                                                                 | Belgio                                                                | Mondiali 1938                                                         | -                                                                     |                                                                       |
| 29-1-1939                                                             | Bruxelles                                                             | Belgio                                                                | 1 – 4                                                                 | Germania                                                              | Amichevole                                                            | -                                                                     |                                                                       |
| 19-3-1939                                                             | Anversa                                                               | Belgio                                                                | 5 – 4                                                                 | Paesi Bassi                                                           | Amichevole                                                            | -                                                                     |                                                                       |
| 23-4-1939                                                             | Amsterdam                                                             | Paesi Bassi                                                           | 3 – 2                                                                 | Belgio                                                                | Amichevole                                                            | -                                                                     |                                                                       |
| 14-5-1939                                                             | Rocourt                                                               | Belgio                                                                | 1 – 2                                                                 | Svizzera                                                              | Amichevole                                                            | -                                                                     |                                                                       |
| 18-5-1939                                                             | Bruxelles                                                             | Belgio                                                                | 1 – 3                                                                 | Francia                                                               | Amichevole                                                            | -                                                                     |                                                                       |
| 27-5-1939                                                             | Łódź                                                                  | Polonia                                                               | 3 – 3                                                                 | Belgio                                                                | Amichevole                                                            | -                                                                     |                                                                       |
| 17-3-1940                                                             | Anversa                                                               | Belgio                                                                | 7 – 1                                                                 | Paesi Bassi                                                           | Amichevole                                                            | -                                                                     |                                                                       |
| 21-4-1940                                                             | Amsterdam                                                             | Paesi Bassi                                                           | 4 – 2                                                                 | Belgio                                                                | Amichevole                                                            | -                                                                     |                                                                       |
| 24-12-1944                                                            | Parigi                                                                | Francia                                                               | 3 – 1                                                                 | Belgio                                                                | Amichevole                                                            | -                                                                     |                                                                       |
| 13-5-1945                                                             | Lussemburgo                                                           | Lussemburgo                                                           | 4 – 1                                                                 | Belgio                                                                | Amichevole                                                            | -                                                                     |                                                                       |
| 15-12-1945                                                            | Bruxelles                                                             | Belgio                                                                | 2 – 1                                                                 | Francia                                                               | Amichevole                                                            | -                                                                     |                                                                       |
| 19-1-1946                                                             | Wembley                                                               | Inghilterra                                                           | 2 – 0                                                                 | Belgio                                                                | Amichevole                                                            | -                                                                     |                                                                       |
| 23-1-1946                                                             | Glasgow                                                               | Scozia                                                                | 2 – 2                                                                 | Belgio                                                                | Amichevole                                                            | -                                                                     |                                                                       |
| 23-2-1946                                                             | Charleroi                                                             | Belgio                                                                | 7 – 0                                                                 | Lussemburgo                                                           | Amichevole                                                            | -                                                                     |                                                                       |
| 12-5-1946                                                             | Amsterdam                                                             | Paesi Bassi                                                           | 6 – 3                                                                 | Belgio                                                                | Amichevole                                                            | -                                                                     |                                                                       |
| 30-5-1946                                                             | Anversa                                                               | Belgio                                                                | 2 – 2                                                                 | Paesi Bassi                                                           | Amichevole                                                            | -                                                                     |                                                                       |
| 7-4-1947                                                              | Amsterdam                                                             | Paesi Bassi                                                           | 2 – 1                                                                 | Belgio                                                                | Amichevole                                                            | -                                                                     |                                                                       |
| 4-5-1947                                                              | Anversa                                                               | Belgio                                                                | 1 – 2                                                                 | Paesi Bassi                                                           | Amichevole                                                            | -                                                                     |                                                                       |
| 18-5-1947                                                             | Bruxelles                                                             | Belgio                                                                | 2 – 1                                                                 | Scozia                                                                | Amichevole                                                            | -                                                                     |                                                                       |
| 1-6-1947                                                              | Colombes                                                              | Francia                                                               | 4 – 2                                                                 | Belgio                                                                | Amichevole                                                            | -                                                                     |                                                                       |
| 21-9-1947                                                             | Bruxelles                                                             | Belgio                                                                | 2 – 5                                                                 | Inghilterra                                                           | Amichevole                                                            | -                                                                     |                                                                       |
| 2-11-1947                                                             | Ginevra                                                               | Svizzera                                                              | 4 – 0                                                                 | Belgio                                                                | Amichevole                                                            | -                                                                     |                                                                       |
| 14-3-1948                                                             | Anversa                                                               | Belgio                                                                | 1 – 1                                                                 | Paesi Bassi                                                           | Amichevole                                                            | -                                                                     |                                                                       |
| 18-4-1948                                                             | Rotterdam                                                             | Paesi Bassi                                                           | 2 – 2                                                                 | Belgio                                                                | Amichevole                                                            | -                                                                     |                                                                       |
| 28-4-1948                                                             | Glasgow                                                               | Scozia                                                                | 2 – 0                                                                 | Belgio                                                                | Amichevole                                                            | -                                                                     |                                                                       |
| 6-6-1948                                                              | Bruxelles                                                             | Belgio                                                                | 4 – 2                                                                 | Francia                                                               | Amichevole                                                            | -                                                                     |                                                                       |
| 17-10-1948                                                            | Colombes                                                              | Francia                                                               | 3 – 3                                                                 | Belgio                                                                | Amichevole                                                            | -                                                                     |                                                                       |
| 21-11-1948                                                            | Anversa                                                               | Belgio                                                                | 1 – 1                                                                 | Paesi Bassi                                                           | Amichevole                                                            | -                                                                     |                                                                       |
| 2-1-1949                                                              | Barcellona                                                            | Spagna                                                                | 1 – 1                                                                 | Belgio                                                                | Amichevole                                                            | -                                                                     |                                                                       |
| 13-3-1949                                                             | Amsterdam                                                             | Paesi Bassi                                                           | 3 – 3                                                                 | Belgio                                                                | Amichevole                                                            | -                                                                     |                                                                       |
| 24-4-1949                                                             | Dublino                                                               | Irlanda                                                               | 0 – 2                                                                 | Belgio                                                                | Amichevole                                                            | -                                                                     |                                                                       |
| 22-5-1949                                                             | Ougrée                                                                | Belgio                                                                | 3 – 1                                                                 | Galles                                                                | Amichevole                                                            | -                                                                     |                                                                       |
| 2-10-1949                                                             | Bruxelles                                                             | Belgio                                                                | 3 – 0                                                                 | Svizzera                                                              | Amichevole                                                            | -                                                                     |                                                                       |
| 6-11-1949                                                             | Rotterdam                                                             | Paesi Bassi                                                           | 0 – 1                                                                 | Belgio                                                                | Amichevole                                                            | -                                                                     |                                                                       |
| 23-11-1949                                                            | Cardiff                                                               | Galles                                                                | 5 – 1                                                                 | Belgio                                                                | Amichevole                                                            | -                                                                     |                                                                       |
| 5-3-1950                                                              | Bologna                                                               | Italia                                                                | 3 – 1                                                                 | Belgio                                                                | Amichevole                                                            | -                                                                     |                                                                       |
| 16-4-1950                                                             | Anversa                                                               | Belgio                                                                | 2 – 0                                                                 | Paesi Bassi                                                           | Amichevole                                                            | -                                                                     |                                                                       |
| 10-5-1950                                                             | Bruxelles                                                             | Belgio                                                                | 5 – 1                                                                 | Irlanda                                                               | Amichevole                                                            | -                                                                     |                                                                       |
| 18-5-1950                                                             | Bruxelles                                                             | Belgio                                                                | 1 – 4                                                                 | Inghilterra                                                           | Amichevole                                                            | -                                                                     |                                                                       |
| 4-6-1950                                                              | Bruxelles                                                             | Belgio                                                                | 4 – 1                                                                 | Francia                                                               | Amichevole                                                            | -                                                                     |                                                                       |
| 1-11-1950                                                             | Colombes                                                              | Francia                                                               | 3 – 3                                                                 | Belgio                                                                | Amichevole                                                            | -                                                                     |                                                                       |
| 12-11-1950                                                            | Anversa                                                               | Belgio                                                                | 7 – 2                                                                 | Paesi Bassi                                                           | Amichevole                                                            | -                                                                     |                                                                       |
| 15-4-1951                                                             | Amsterdam                                                             | Paesi Bassi                                                           | 5 – 4                                                                 | Belgio                                                                | Amichevole                                                            | -                                                                     |                                                                       |
| 20-5-1951                                                             | Bruxelles                                                             | Belgio                                                                | 0 – 5                                                                 | Scozia                                                                | Amichevole                                                            | -                                                                     |                                                                       |
| 10-6-1951                                                             | Bruxelles                                                             | Belgio                                                                | 3 – 3                                                                 | Spagna                                                                | Amichevole                                                            | -                                                                     |                                                                       |
| 17-6-1951                                                             | Oeiras                                                                | Portogallo                                                            | 1 – 1                                                                 | Belgio                                                                | Amichevole                                                            | -                                                                     |                                                                       |
| 14-10-1951                                                            | Bruxelles                                                             | Belgio                                                                | 1 – 8                                                                 | Austria                                                               | Amichevole                                                            | -                                                                     |                                                                       |
| 25-11-1951                                                            | Rotterdam                                                             | Paesi Bassi                                                           | 6 – 7                                                                 | Belgio                                                                | Amichevole                                                            | -                                                                     |                                                                       |
| 24-2-1952                                                             | Bruxelles                                                             | Belgio                                                                | 2 – 0                                                                 | Italia                                                                | Amichevole                                                            | -                                                                     |                                                                       |
| 23-3-1952                                                             | Vienna                                                                | Austria                                                               | 2 – 0                                                                 | Belgio                                                                | Amichevole                                                            | -                                                                     |                                                                       |
| 6-4-1952                                                              | Anversa                                                               | Belgio                                                                | 4 – 2                                                                 | Paesi Bassi                                                           | Amichevole                                                            | -                                                                     |                                                                       |
| 22-5-1952                                                             | Bruxelles                                                             | Belgio                                                                | 1 – 2                                                                 | Francia                                                               | Amichevole                                                            | -                                                                     |                                                                       |
| 19-10-1952                                                            | Anversa                                                               | Belgio                                                                | 2 – 1                                                                 | Paesi Bassi                                                           | Amichevole                                                            | -                                                                     |                                                                       |
| 26-11-1952                                                            | Wembley                                                               | Inghilterra                                                           | 5 – 0                                                                 | Belgio                                                                | Amichevole                                                            | -                                                                     |                                                                       |
| 25-12-1952                                                            | Colombes                                                              | Francia                                                               | 0 – 1                                                                 | Belgio                                                                | Amichevole                                                            | -                                                                     |                                                                       |
| 19-3-1953                                                             | Barcellona                                                            | Spagna                                                                | 3 – 1                                                                 | Belgio                                                                | Amichevole                                                            | -                                                                     |                                                                       |
| 19-4-1953                                                             | Amsterdam                                                             | Paesi Bassi                                                           | 0 – 2                                                                 | Belgio                                                                | Amichevole                                                            | -                                                                     |                                                                       |
| 14-5-1953                                                             | Bruxelles                                                             | Belgio                                                                | 1 – 3                                                                 | Jugoslavia                                                            | Amichevole                                                            | -                                                                     |                                                                       |
| 25-5-1953                                                             | Helsinki                                                              | Finlandia                                                             | 2 – 4                                                                 | Belgio                                                                | Qual. Mondiali 1954                                                   | -                                                                     |                                                                       |
| 28-5-1953                                                             | Solna                                                                 | Svezia                                                                | 2 – 3                                                                 | Belgio                                                                | Qual. Mondiali 1954                                                   | -                                                                     |                                                                       |
| 23-9-1953                                                             | Bruxelles                                                             | Belgio                                                                | 2 – 2                                                                 | Finlandia                                                             | Qual. Mondiali 1954                                                   | -                                                                     |                                                                       |
| 8-10-1953                                                             | Bruxelles                                                             | Belgio                                                                | 2 – 0                                                                 | Svezia                                                                | Qual. Mondiali 1954                                                   | -                                                                     |                                                                       |
| 25-10-1953                                                            | Rotterdam                                                             | Paesi Bassi                                                           | 1 – 0                                                                 | Belgio                                                                | Amichevole                                                            | -                                                                     |                                                                       |
| 22-11-1953                                                            | Zurigo                                                                | Svizzera                                                              | 2 – 2                                                                 | Belgio                                                                | Amichevole                                                            | -                                                                     |                                                                       |
| 14-3-1954                                                             | Bruxelles                                                             | Belgio                                                                | 0 – 0                                                                 | Portogallo                                                            | Amichevole                                                            | -                                                                     |                                                                       |
| 4-4-1954                                                              | Anversa                                                               | Belgio                                                                | 4 – 0                                                                 | Paesi Bassi                                                           | Amichevole                                                            | -                                                                     |                                                                       |
| 9-5-1954                                                              | Zagabria                                                              | Jugoslavia                                                            | 0 – 2                                                                 | Belgio                                                                | Amichevole                                                            | -                                                                     |                                                                       |
| 30-5-1954                                                             | Bruxelles                                                             | Belgio                                                                | 3 – 3                                                                 | Francia                                                               | Amichevole                                                            | -                                                                     |                                                                       |
| 17-6-1954                                                             | Basilea                                                               | Belgio                                                                | 4 – 4                                                                 | Inghilterra                                                           | Mondiali 1954                                                         | -                                                                     |                                                                       |
| 20-6-1954                                                             | Lugano                                                                | Belgio                                                                | 1 – 4                                                                 | Italia                                                                | Mondiali 1954                                                         | -                                                                     |                                                                       |
| 26-9-1954                                                             | Bruxelles                                                             | Belgio                                                                | 2 – 0                                                                 | Germania Ovest                                                        | Amichevole                                                            | -                                                                     |                                                                       |
| 24-10-1954                                                            | Anversa                                                               | Belgio                                                                | 4 – 3                                                                 | Paesi Bassi                                                           | Amichevole                                                            | -                                                                     |                                                                       |
| 11-11-1954                                                            | Colombes                                                              | Francia                                                               | 2 – 2                                                                 | Belgio                                                                | Amichevole                                                            | -                                                                     |                                                                       |
| 16-1-1955                                                             | Bari                                                                  | Italia                                                                | 1 – 0                                                                 | Belgio                                                                | Amichevole                                                            | -                                                                     |                                                                       |
| 3-4-1955                                                              | Amsterdam                                                             | Paesi Bassi                                                           | 1 – 0                                                                 | Belgio                                                                | Amichevole                                                            | -                                                                     |                                                                       |
| 5-6-1955                                                              | Bruxelles                                                             | Belgio                                                                | 1 – 3                                                                 | Cecoslovacchia                                                        | Amichevole                                                            | -                                                                     |                                                                       |
| 25-9-1955                                                             | Praga                                                                 | Cecoslovacchia                                                        | 5 – 2                                                                 | Belgio                                                                | Amichevole                                                            | -                                                                     |                                                                       |
| 28-9-1955                                                             | Bucarest                                                              | Romania                                                               | 1 – 0                                                                 | Belgio                                                                | Amichevole                                                            | -                                                                     |                                                                       |
| 16-10-1955                                                            | Rotterdam                                                             | Paesi Bassi                                                           | 2 – 2                                                                 | Belgio                                                                | Amichevole                                                            | -                                                                     |                                                                       |
| 25-12-1955                                                            | Bruxelles                                                             | Belgio                                                                | 2 – 1                                                                 | Francia                                                               | Amichevole                                                            | -                                                                     |                                                                       |
| 11-3-1956                                                             | Bruxelles                                                             | Belgio                                                                | 1 – 3                                                                 | Svizzera                                                              | Amichevole                                                            | -                                                                     |                                                                       |
| 8-4-1956                                                              | Anversa                                                               | Belgio                                                                | 0 – 1                                                                 | Paesi Bassi                                                           | Amichevole                                                            | -                                                                     |                                                                       |
| 3-6-1956                                                              | Bruxelles                                                             | Belgio                                                                | 5 – 4                                                                 | Ungheria                                                              | Amichevole                                                            | -                                                                     |                                                                       |
| 14-10-1956                                                            | Anversa                                                               | Belgio                                                                | 2 – 3                                                                 | Paesi Bassi                                                           | Amichevole                                                            | -                                                                     |                                                                       |
| 11-11-1956                                                            | Colombes                                                              | Francia                                                               | 6 – 3                                                                 | Belgio                                                                | Qual. Mondiali 1958                                                   | -                                                                     |                                                                       |
| 23-12-1956                                                            | Colonia                                                               | Germania Ovest                                                        | 4 – 1                                                                 | Belgio                                                                | Amichevole                                                            | -                                                                     |                                                                       |
| 31-3-1957                                                             | Bruxelles                                                             | Belgio                                                                | 0 – 5                                                                 | Spagna                                                                | Amichevole                                                            | -                                                                     |                                                                       |
| 28-4-1957                                                             | Amsterdam                                                             | Paesi Bassi                                                           | 1 – 1                                                                 | Belgio                                                                | Amichevole                                                            | -                                                                     |                                                                       |
| 26-5-1957                                                             | Bruxelles                                                             | Belgio                                                                | 1 – 0                                                                 | Romania                                                               | Amichevole                                                            | -                                                                     |                                                                       |
| 5-6-1957                                                              | Bruxelles                                                             | Belgio                                                                | 8 – 3                                                                 | Islanda                                                               | Qual. Mondiali 1958                                                   | -                                                                     |                                                                       |
| 4-9-1957                                                              | Reykjavík                                                             | Islanda                                                               | 2 – 5                                                                 | Belgio                                                                | Qual. Mondiali 1958                                                   | -                                                                     |                                                                       |
| 27-10-1957                                                            | Bruxelles                                                             | Belgio                                                                | 0 – 0                                                                 | Francia                                                               | Qual. Mondiali 1958                                                   | -                                                                     |                                                                       |
| 17-11-1957                                                            | Rotterdam                                                             | Paesi Bassi                                                           | 5 – 2                                                                 | Belgio                                                                | Amichevole                                                            | -                                                                     |                                                                       |
| 8-12-1957                                                             | Ankara                                                                | Turchia                                                               | 1 – 1                                                                 | Belgio                                                                | Amichevole                                                            | -                                                                     |                                                                       |
| 2-3-1958                                                              | Bruxelles                                                             | Belgio                                                                | 0 – 2                                                                 | Germania Ovest                                                        | Amichevole                                                            | -                                                                     |                                                                       |
| 13-4-1958                                                             | Anversa                                                               | Belgio                                                                | 2 – 7                                                                 | Paesi Bassi                                                           | Amichevole                                                            | -                                                                     |                                                                       |
| 26-5-1958                                                             | Zurigo                                                                | Svizzera                                                              | 0 – 2                                                                 | Belgio                                                                | Amichevole                                                            | -                                                                     |                                                                       |
| 28-9-1958                                                             | Anversa                                                               | Belgio                                                                | 2 – 3                                                                 | Paesi Bassi                                                           | Amichevole                                                            | -                                                                     |                                                                       |
| 26-10-1958                                                            | Bruxelles                                                             | Belgio                                                                | 1 – 1                                                                 | Turchia                                                               | Amichevole                                                            | -                                                                     |                                                                       |
| 23-11-1958                                                            | Budapest                                                              | Ungheria                                                              | 3 – 1                                                                 | Belgio                                                                | Amichevole                                                            | -                                                                     |                                                                       |
| 1-3-1959                                                              | Colombes                                                              | Francia                                                               | 2 – 2                                                                 | Belgio                                                                | Amichevole                                                            | -                                                                     |                                                                       |
| 19-4-1959                                                             | Amsterdam                                                             | Paesi Bassi                                                           | 2 – 2                                                                 | Belgio                                                                | Amichevole                                                            | -                                                                     |                                                                       |
| 24-5-1959                                                             | Bruxelles                                                             | Belgio                                                                | 0 – 2                                                                 | Austria                                                               | Amichevole                                                            | -                                                                     |                                                                       |
| 14-6-1959                                                             | Vienna                                                                | Austria                                                               | 4 – 2                                                                 | Belgio                                                                | Amichevole                                                            | -                                                                     |                                                                       |
| 4-10-1959                                                             | Rotterdam                                                             | Paesi Bassi                                                           | 9 – 1                                                                 | Belgio                                                                | Amichevole                                                            | -                                                                     |                                                                       |
| 28-2-1960                                                             | Bruxelles                                                             | Belgio                                                                | 1 – 0                                                                 | Francia                                                               | Amichevole                                                            | -                                                                     |                                                                       |
| 27-3-1960                                                             | Bruxelles                                                             | Belgio                                                                | 3 – 1                                                                 | Svizzera                                                              | Amichevole                                                            | -                                                                     |                                                                       |
| 13-4-1960                                                             | Bruxelles                                                             | Belgio                                                                | 1 – 1                                                                 | Cile                                                                  | Amichevole                                                            | -                                                                     |                                                                       |
| 24-4-1960                                                             | Anversa                                                               | Belgio                                                                | 2 – 1                                                                 | Paesi Bassi                                                           | Amichevole                                                            | -                                                                     |                                                                       |
| 22-5-1960                                                             | Sofia                                                                 | Bulgaria                                                              | 4 – 1                                                                 | Belgio                                                                | Amichevole                                                            | -                                                                     |                                                                       |
| 2-10-1960                                                             | Anversa                                                               | Belgio                                                                | 1 – 4                                                                 | Paesi Bassi                                                           | Amichevole                                                            | -                                                                     |                                                                       |
| 19-10-1960                                                            | Solna                                                                 | Svezia                                                                | 2 – 0                                                                 | Belgio                                                                | Qual. Mondiali 1962                                                   | -                                                                     |                                                                       |
| 30-10-1960                                                            | Bruxelles                                                             | Belgio                                                                | 2 – 1                                                                 | Ungheria                                                              | Amichevole                                                            | -                                                                     |                                                                       |
| 20-11-1960                                                            | Bruxelles                                                             | Belgio                                                                | 2 – 4                                                                 | Svizzera                                                              | Qual. Mondiali 1962                                                   | -                                                                     |                                                                       |
| 8-3-1961                                                              | Francoforte sul Meno                                                  | Germania Ovest                                                        | 1 – 0                                                                 | Belgio                                                                | Amichevole                                                            | -                                                                     |                                                                       |
| 15-3-1961                                                             | Colombes                                                              | Francia                                                               | 1 – 1                                                                 | Belgio                                                                | Amichevole                                                            | -                                                                     |                                                                       |
| 22-3-1961                                                             | Rotterdam                                                             | Paesi Bassi                                                           | 6 – 2                                                                 | Belgio                                                                | Amichevole                                                            | -                                                                     |                                                                       |
| 20-5-1961                                                             | Losanna                                                               | Svizzera                                                              | 2 – 1                                                                 | Belgio                                                                | Qual. Mondiali 1962                                                   | -                                                                     |                                                                       |
| 4-10-1961                                                             | Bruxelles                                                             | Belgio                                                                | 0 – 2                                                                 | Svezia                                                                | Qual. Mondiali 1962                                                   | -                                                                     |                                                                       |
| 18-10-1961                                                            | Bruxelles                                                             | Belgio                                                                | 3 – 0                                                                 | Francia                                                               | Amichevole                                                            | -                                                                     |                                                                       |
| 12-11-1961                                                            | Amsterdam                                                             | Paesi Bassi                                                           | 0 – 4                                                                 | Belgio                                                                | Amichevole                                                            | -                                                                     |                                                                       |
| 24-12-1961                                                            | Bruxelles                                                             | Belgio                                                                | 4 – 0                                                                 | Bulgaria                                                              | Amichevole                                                            | -                                                                     |                                                                       |
| 1-4-1962                                                              | Anversa                                                               | Belgio                                                                | 3 – 1                                                                 | Paesi Bassi                                                           | Amichevole                                                            | -                                                                     |                                                                       |
| 13-5-1962                                                             | Bruxelles                                                             | Belgio                                                                | 1 – 3                                                                 | Italia                                                                | Amichevole                                                            | -                                                                     |                                                                       |
| 17-5-1962                                                             | Lisbona                                                               | Portogallo                                                            | 1 – 2                                                                 | Belgio                                                                | Amichevole                                                            | -                                                                     |                                                                       |
| 23-5-1962                                                             | Varsavia                                                              | Polonia                                                               | 2 – 0                                                                 | Belgio                                                                | Amichevole                                                            | -                                                                     |                                                                       |
| 14-10-1962                                                            | Anversa                                                               | Belgio                                                                | 2 – 0                                                                 | Paesi Bassi                                                           | Amichevole                                                            | -                                                                     |                                                                       |
| 4-11-1962                                                             | Belgrado                                                              | Jugoslavia                                                            | 3 – 2                                                                 | Belgio                                                                | Qual. Euro 1964                                                       | -                                                                     |                                                                       |
| 2-12-1962                                                             | Bruxelles                                                             | Belgio                                                                | 1 – 1                                                                 | Spagna                                                                | Amichevole                                                            | -                                                                     |                                                                       |
| 3-3-1963                                                              | Rotterdam                                                             | Paesi Bassi                                                           | 0 – 1                                                                 | Belgio                                                                | Amichevole                                                            | -                                                                     |                                                                       |
| 31-3-1963                                                             | Bruxelles                                                             | Belgio                                                                | 0 – 1                                                                 | Jugoslavia                                                            | Qual. Euro 1964                                                       | -                                                                     |                                                                       |
| 24-4-1963                                                             | Bruxelles                                                             | Belgio                                                                | 5 – 1                                                                 | Brasile                                                               | Amichevole                                                            | -                                                                     |                                                                       |
| 20-10-1963                                                            | Amsterdam                                                             | Paesi Bassi                                                           | 1 – 1                                                                 | Belgio                                                                | Amichevole                                                            | -                                                                     |                                                                       |
| 1-12-1963                                                             | Valencia                                                              | Spagna                                                                | 1 – 2                                                                 | Belgio                                                                | Amichevole                                                            | -                                                                     |                                                                       |
| 25-12-1963                                                            | Parigi                                                                | Francia                                                               | 1 – 2                                                                 | Belgio                                                                | Amichevole                                                            | -                                                                     |                                                                       |
| 22-3-1964                                                             | Anversa                                                               | Belgio                                                                | 0 – 0                                                                 | Paesi Bassi                                                           | Amichevole                                                            | -                                                                     |                                                                       |
| 15-4-1964                                                             | Ginevra                                                               | Svizzera                                                              | 2 – 0                                                                 | Belgio                                                                | Amichevole                                                            | -                                                                     |                                                                       |
| 3-5-1964                                                              | Bruxelles                                                             | Belgio                                                                | 1 – 2                                                                 | Portogallo                                                            | Amichevole                                                            | -                                                                     |                                                                       |
| 30-9-1964                                                             | Anversa                                                               | Belgio                                                                | 1 – 0                                                                 | Paesi Bassi                                                           | Amichevole                                                            | -                                                                     |                                                                       |
| 21-10-1964                                                            | Wembley                                                               | Inghilterra                                                           | 2 – 2                                                                 | Belgio                                                                | Amichevole                                                            | -                                                                     |                                                                       |
| 2-12-1964                                                             | Bruxelles                                                             | Belgio                                                                | 3 – 0                                                                 | Francia                                                               | Amichevole                                                            | -                                                                     |                                                                       |
| 24-3-1965                                                             | Dublino                                                               | Irlanda                                                               | 0 – 2                                                                 | Belgio                                                                | Amichevole                                                            | -                                                                     |                                                                       |
| 7-4-1965                                                              | Bruxelles                                                             | Belgio                                                                | 0 – 0                                                                 | Polonia                                                               | Amichevole                                                            | -                                                                     |                                                                       |
| 9-5-1965                                                              | Bruxelles                                                             | Belgio                                                                | 1 – 0                                                                 | Israele                                                               | Qual. Mondiali 1966                                                   | -                                                                     |                                                                       |
| 2-6-1965                                                              | Rio de Janeiro                                                        | Brasile                                                               | 5 – 0                                                                 | Belgio                                                                | Amichevole                                                            | -                                                                     |                                                                       |
| 26-9-1965                                                             | Sofia                                                                 | Bulgaria                                                              | 3 – 0                                                                 | Belgio                                                                | Qual. Mondiali 1966                                                   | -                                                                     |                                                                       |
| 27-10-1965                                                            | Anderlecht                                                            | Belgio                                                                | 5 – 0                                                                 | Bulgaria                                                              | Qual. Mondiali 1966                                                   | -                                                                     |                                                                       |
| 10-11-1965                                                            | Ramat Gan                                                             | Israele                                                               | 0 – 5                                                                 | Belgio                                                                | Qual. Mondiali 1966                                                   | -                                                                     |                                                                       |
| 29-12-1965                                                            | Firenze                                                               | Belgio                                                                | 1 – 2                                                                 | Bulgaria                                                              | Qual. Mondiali 1966                                                   | -                                                                     |                                                                       |
| 17-4-1966                                                             | Rotterdam                                                             | Paesi Bassi                                                           | 3 – 1                                                                 | Belgio                                                                | Amichevole                                                            | -                                                                     |                                                                       |
| 20-4-1966                                                             | Parigi                                                                | Francia                                                               | 0 – 3                                                                 | Belgio                                                                | Amichevole                                                            | -                                                                     |                                                                       |
| 22-5-1966                                                             | Bruxelles                                                             | Belgio                                                                | 0 – 1                                                                 | Unione Sovietica                                                      | Amichevole                                                            | -                                                                     |                                                                       |
| 25-5-1966                                                             | Ougrée                                                                | Belgio                                                                | 2 – 3                                                                 | Irlanda                                                               | Amichevole                                                            | -                                                                     |                                                                       |
| 22-10-1966                                                            | Sint-Andries                                                          | Belgio                                                                | 1 – 0                                                                 | Svizzera                                                              | Amichevole                                                            | -                                                                     |                                                                       |
| 11-11-1966                                                            | Bruxelles                                                             | Belgio                                                                | 2 – 1                                                                 | Francia                                                               | Qual. Euro 1968                                                       | -                                                                     |                                                                       |
| 19-3-1967                                                             | Lussemburgo                                                           | Lussemburgo                                                           | 0 – 5                                                                 | Belgio                                                                | Qual. Euro 1968                                                       | -                                                                     |                                                                       |
| 16-4-1967                                                             | Anversa                                                               | Belgio                                                                | 1 – 0                                                                 | Paesi Bassi                                                           | Amichevole                                                            | -                                                                     |                                                                       |
| 21-5-1967                                                             | Chorzów                                                               | Polonia                                                               | 3 – 1                                                                 | Belgio                                                                | Qual. Euro 1968                                                       | -                                                                     |                                                                       |
| 8-10-1967                                                             | Bruxelles                                                             | Belgio                                                                | 2 – 4                                                                 | Polonia                                                               | Qual. Euro 1968                                                       | -                                                                     |                                                                       |
| 28-10-1967                                                            | Nantes                                                                | Francia                                                               | 1 – 1                                                                 | Belgio                                                                | Qual. Euro 1968                                                       | -                                                                     |                                                                       |
| 22-11-1967                                                            | Sint-Andries                                                          | Belgio                                                                | 3 – 0                                                                 | Lussemburgo                                                           | Qual. Euro 1968                                                       | -                                                                     |                                                                       |
| 10-1-1968                                                             | Tel Aviv                                                              | Israele                                                               | 0 – 2                                                                 | Belgio                                                                | Amichevole                                                            | -                                                                     |                                                                       |
| 6-3-1968                                                              | Bruxelles                                                             | Belgio                                                                | 1 – 3                                                                 | Germania Ovest                                                        | Amichevole                                                            | -                                                                     |                                                                       |
| 7-4-1968                                                              | Amsterdam                                                             | Paesi Bassi                                                           | 1 – 2                                                                 | Belgio                                                                | Amichevole                                                            | -                                                                     |                                                                       |
| 24-4-1968                                                             | Mosca                                                                 | Unione Sovietica                                                      | 1 – 0                                                                 | Belgio                                                                | Amichevole                                                            | -                                                                     |                                                                       |
| 19-6-1968                                                             | Helsinki                                                              | Finlandia                                                             | 1 – 2                                                                 | Belgio                                                                | Qual. Mondiali 1970                                                   | -                                                                     |                                                                       |
| 9-10-1968                                                             | Waregem                                                               | Belgio                                                                | 6 – 1                                                                 | Finlandia                                                             | Qual. Mondiali 1970                                                   | -                                                                     |                                                                       |
| 16-10-1968                                                            | Anderlecht                                                            | Belgio                                                                | 3 – 0                                                                 | Jugoslavia                                                            | Qual. Mondiali 1970                                                   | -                                                                     |                                                                       |
| 11-12-1968                                                            | Madrid                                                                | Spagna                                                                | 1 – 1                                                                 | Belgio                                                                | Qual. Mondiali 1970                                                   | -                                                                     |                                                                       |
| 23-2-1969                                                             | Ougrée                                                                | Belgio                                                                | 2 – 1                                                                 | Spagna                                                                | Qual. Mondiali 1970                                                   | -                                                                     |                                                                       |
| 16-4-1969                                                             | Bruxelles                                                             | Belgio                                                                | 2 – 0                                                                 | Messico                                                               | Amichevole                                                            | -                                                                     |                                                                       |
| 19-10-1969                                                            | Skopje                                                                | Jugoslavia                                                            | 4 – 0                                                                 | Belgio                                                                | Qual. Mondiali 1970                                                   | -                                                                     |                                                                       |
| 5-11-1969                                                             | Città del Messico                                                     | Messico                                                               | 1 – 0                                                                 | Belgio                                                                | Amichevole                                                            | -                                                                     |                                                                       |
| 25-2-1970                                                             | Anderlecht                                                            | Belgio                                                                | 1 – 3                                                                 | Inghilterra                                                           | Amichevole                                                            | -                                                                     |                                                                       |
| 3-6-1970                                                              | Città del Messico                                                     | El Salvador                                                           | 0 – 3                                                                 | Belgio                                                                | Mondiali 1970                                                         | -                                                                     |                                                                       |
| 6-6-1970                                                              | Città del Messico                                                     | Belgio                                                                | 1 – 4                                                                 | Unione Sovietica                                                      | Mondiali 1970                                                         | -                                                                     |                                                                       |
| 11-6-1970                                                             | Città del Messico                                                     | Messico                                                               | 1 – 0                                                                 | Belgio                                                                | Mondiali 1970                                                         | -                                                                     |                                                                       |
| 15-11-1970                                                            | Bruxelles                                                             | Belgio                                                                | 1 – 2                                                                 | Francia                                                               | Amichevole                                                            | -                                                                     |                                                                       |
| 25-11-1970                                                            | Sint-Andries                                                          | Belgio                                                                | 2 – 0                                                                 | Danimarca                                                             | Qual. Euro 1972                                                       | -                                                                     |                                                                       |
| 3-2-1971                                                              | Ougrée                                                                | Belgio                                                                | 3 – 0                                                                 | Scozia                                                                | Qual. Euro 1972                                                       | -                                                                     |                                                                       |
| 17-2-1971                                                             | Anderlecht                                                            | Belgio                                                                | 3 – 0                                                                 | Portogallo                                                            | Qual. Euro 1972                                                       | -                                                                     |                                                                       |
| 20-5-1971                                                             | Lussemburgo                                                           | Lussemburgo                                                           | 0 – 4                                                                 | Belgio                                                                | Amichevole                                                            | -                                                                     |                                                                       |
| 26-5-1971                                                             | Copenaghen                                                            | Danimarca                                                             | 1 – 2                                                                 | Belgio                                                                | Qual. Euro 1972                                                       | -                                                                     |                                                                       |
| 7-11-1971                                                             | Verviers                                                              | Belgio                                                                | 1 – 0                                                                 | Lussemburgo                                                           | Amichevole                                                            | -                                                                     |                                                                       |
| 10-11-1971                                                            | Aberdeen                                                              | Scozia                                                                | 1 – 0                                                                 | Belgio                                                                | Qual. Euro 1972                                                       | -                                                                     |                                                                       |
| 21-11-1971                                                            | Lisbona                                                               | Portogallo                                                            | 1 – 1                                                                 | Belgio                                                                | Qual. Euro 1972                                                       | -                                                                     |                                                                       |
| 29-4-1972                                                             | Milano                                                                | Italia                                                                | 0 – 0                                                                 | Belgio                                                                | Qual. Euro 1972                                                       | -                                                                     |                                                                       |
| 13-5-1972                                                             | Anderlecht                                                            | Belgio                                                                | 2 – 1                                                                 | Italia                                                                | Qual. Euro 1972                                                       | -                                                                     |                                                                       |
| 18-5-1972                                                             | Ougrée                                                                | Belgio                                                                | 4 – 0                                                                 | Islanda                                                               | Qual. Mondiali 1974                                                   | -                                                                     |                                                                       |
| 22-5-1972                                                             | Bruges                                                                | Belgio                                                                | 4 – 0                                                                 | Islanda                                                               | Qual. Mondiali 1974                                                   | -                                                                     |                                                                       |
| 14-6-1972                                                             | Anversa                                                               | Belgio                                                                | 1 – 2                                                                 | Germania Ovest                                                        | Euro 1972                                                             | -                                                                     |                                                                       |
| 17-6-1972                                                             | Ougrée                                                                | Belgio                                                                | 2 – 1                                                                 | Ungheria                                                              | Euro 1972                                                             | -                                                                     |                                                                       |
| 4-10-1972                                                             | Oslo                                                                  | Norvegia                                                              | 0 – 2                                                                 | Belgio                                                                | Qual. Mondiali 1974                                                   | -                                                                     |                                                                       |
| 19-11-1972                                                            | Anversa                                                               | Belgio                                                                | 0 – 0                                                                 | Paesi Bassi                                                           | Qual. Mondiali 1974                                                   | -                                                                     |                                                                       |
| 18-4-1973                                                             | Anversa                                                               | Belgio                                                                | 3 – 0                                                                 | Germania Est                                                          | Amichevole                                                            | -                                                                     |                                                                       |
| 31-10-1973                                                            | Anderlecht                                                            | Belgio                                                                | 2 – 0                                                                 | Norvegia                                                              | Qual. Mondiali 1974                                                   | -                                                                     |                                                                       |
| 18-11-1973                                                            | Amsterdam                                                             | Paesi Bassi                                                           | 0 – 0                                                                 | Belgio                                                                | Qual. Mondiali 1974                                                   | -                                                                     |                                                                       |
| 13-3-1974                                                             | Berlino                                                               | Germania Est                                                          | 1 – 0                                                                 | Belgio                                                                | Amichevole                                                            | -                                                                     |                                                                       |
| 17-4-1974                                                             | Ougrée                                                                | Belgio                                                                | 1 – 1                                                                 | Polonia                                                               | Amichevole                                                            | -                                                                     |                                                                       |
| 1-5-1974                                                              | Ginevra                                                               | Svizzera                                                              | 0 – 1                                                                 | Belgio                                                                | Amichevole                                                            | -                                                                     |                                                                       |
| 1-6-1974                                                              | Bruges                                                                | Belgio                                                                | 2 – 1                                                                 | Scozia                                                                | Amichevole                                                            | -                                                                     |                                                                       |
| 8-9-1974                                                              | Reykjavík                                                             | Islanda                                                               | 0 – 2                                                                 | Belgio                                                                | Qual. Euro 1976                                                       | -                                                                     |                                                                       |
| 12-10-1974                                                            | Bruxelles                                                             | Belgio                                                                | 2 – 1                                                                 | Francia                                                               | Qual. Euro 1976                                                       | -                                                                     |                                                                       |
| 7-12-1974                                                             | Lipsia                                                                | Germania Est                                                          | 0 – 0                                                                 | Belgio                                                                | Qual. Euro 1976                                                       | -                                                                     |                                                                       |
| 30-4-1975                                                             | Anversa                                                               | Belgio                                                                | 1 – 0                                                                 | Paesi Bassi                                                           | Amichevole                                                            | -                                                                     |                                                                       |
| 6-9-1975                                                              | Ougrée                                                                | Belgio                                                                | 1 – 0                                                                 | Islanda                                                               | Qual. Euro 1976                                                       | -                                                                     |                                                                       |
| 27-9-1975                                                             | Anderlecht                                                            | Belgio                                                                | 1 – 2                                                                 | Germania Est                                                          | Qual. Euro 1976                                                       | -                                                                     |                                                                       |
| 15-11-1975                                                            | Parigi                                                                | Francia                                                               | 0 – 0                                                                 | Belgio                                                                | Qual. Euro 1976                                                       | -                                                                     |                                                                       |
| 25-4-1976                                                             | Rotterdam                                                             | Paesi Bassi                                                           | 5 – 0                                                                 | Belgio                                                                | Qual. Euro 1976                                                       | -                                                                     |                                                                       |
| 22-5-1976                                                             | Bruxelles                                                             | Belgio                                                                | 1 – 2                                                                 | Paesi Bassi                                                           | Qual. Euro 1976                                                       | -                                                                     |                                                                       |
| 5-9-1976                                                              | Reykjavík                                                             | Islanda                                                               | 0 – 1                                                                 | Belgio                                                                | Qual. Mondiali 1978                                                   | -                                                                     |                                                                       |
| 10-11-1976                                                            | Ougrée                                                                | Belgio                                                                | 2 – 0                                                                 | Irlanda del Nord                                                      | Qual. Mondiali 1978                                                   | -                                                                     |                                                                       |
| 26-1-1977                                                             | Roma                                                                  | Italia                                                                | 2 – 1                                                                 | Belgio                                                                | Amichevole                                                            | -                                                                     |                                                                       |
| 26-3-1977                                                             | Anversa                                                               | Belgio                                                                | 0 – 2                                                                 | Paesi Bassi                                                           | Qual. Mondiali 1978                                                   | -                                                                     |                                                                       |
| 3-9-1977                                                              | Anderlecht                                                            | Belgio                                                                | 4 – 0                                                                 | Islanda                                                               | Qual. Mondiali 1978                                                   | -                                                                     |                                                                       |
| 26-10-1977                                                            | Amsterdam                                                             | Paesi Bassi                                                           | 1 – 0                                                                 | Belgio                                                                | Qual. Mondiali 1978                                                   | -                                                                     |                                                                       |
| 16-11-1977                                                            | Belfast                                                               | Irlanda del Nord                                                      | 3 – 0                                                                 | Belgio                                                                | Qual. Mondiali 1978                                                   | -                                                                     |                                                                       |
| 21-12-1977                                                            | Liegi                                                                 | Belgio                                                                | 0 – 1                                                                 | Italia                                                                | Amichevole                                                            | -                                                                     |                                                                       |
| 22-3-1978                                                             | Charleroi                                                             | Belgio                                                                | 1 – 0                                                                 | Austria                                                               | Amichevole                                                            | -                                                                     |                                                                       |
| 19-4-1978                                                             | Magdeburgo                                                            | Germania Est                                                          | 0 – 0                                                                 | Belgio                                                                | Amichevole                                                            | -                                                                     |                                                                       |
| 20-9-1978                                                             | Lokeren                                                               | Belgio                                                                | 1 – 1                                                                 | Norvegia                                                              | Qual. Euro 1980                                                       | -                                                                     |                                                                       |
| 11-10-1978                                                            | Lisbona                                                               | Portogallo                                                            | 1 – 1                                                                 | Belgio                                                                | Qual. Euro 1980                                                       | -                                                                     |                                                                       |
| 15-11-1978                                                            | Tel Aviv                                                              | Israele                                                               | 1 – 0                                                                 | Belgio                                                                | Amichevole                                                            | -                                                                     |                                                                       |
| 28-3-1979                                                             | Anderlecht                                                            | Belgio                                                                | 1 – 1                                                                 | Austria                                                               | Qual. Euro 1980                                                       | -                                                                     |                                                                       |
| 2-5-1979                                                              | Vienna                                                                | Austria                                                               | 0 – 0                                                                 | Belgio                                                                | Qual. Euro 1980                                                       | -                                                                     |                                                                       |
| 12-9-1979                                                             | Oslo                                                                  | Norvegia                                                              | 1 – 2                                                                 | Belgio                                                                | Qual. Euro 1980                                                       | -                                                                     |                                                                       |
| 26-9-1979                                                             | Rotterdam                                                             | Paesi Bassi                                                           | 1 – 0                                                                 | Belgio                                                                | Amichevole                                                            | -                                                                     |                                                                       |
| 17-10-1979                                                            | Bruxelles                                                             | Belgio                                                                | 2 – 0                                                                 | Portogallo                                                            | Qual. Euro 1980                                                       | -                                                                     |                                                                       |
| 21-11-1979                                                            | Bruxelles                                                             | Belgio                                                                | 2 – 0                                                                 | Scozia                                                                | Qual. Euro 1980                                                       | -                                                                     |                                                                       |
| 19-12-1979                                                            | Glasgow                                                               | Scozia                                                                | 1 – 3                                                                 | Belgio                                                                | Qual. Euro 1980                                                       | -                                                                     |                                                                       |
| 27-2-1980                                                             | Bruxelles                                                             | Belgio                                                                | 5 – 0                                                                 | Lussemburgo                                                           | Amichevole                                                            | -                                                                     |                                                                       |
| 18-3-1980                                                             | Bruxelles                                                             | Belgio                                                                | 2 – 0                                                                 | Uruguay                                                               | Amichevole                                                            | -                                                                     |                                                                       |
| 2-4-1980                                                              | Bruxelles                                                             | Belgio                                                                | 2 – 1                                                                 | Polonia                                                               | Amichevole                                                            | -                                                                     |                                                                       |
| 6-6-1980                                                              | Bruxelles                                                             | Belgio                                                                | 2 – 1                                                                 | Romania                                                               | Amichevole                                                            | -                                                                     |                                                                       |
| 12-6-1980                                                             | Torino                                                                | Belgio                                                                | 1 – 1                                                                 | Inghilterra                                                           | Euro 1980                                                             | -                                                                     |                                                                       |
| 15-6-1980                                                             | Milano                                                                | Belgio                                                                | 2 – 1                                                                 | Spagna                                                                | Euro 1980                                                             | -                                                                     |                                                                       |
| 18-6-1980                                                             | Roma                                                                  | Italia                                                                | 0 – 0                                                                 | Belgio                                                                | Euro 1980                                                             | -                                                                     |                                                                       |
| 22-6-1980                                                             | Roma                                                                  | Belgio                                                                | 1 – 2                                                                 | Germania Ovest                                                        | Euro 1980                                                             | -                                                                     |                                                                       |
| 15-10-1980                                                            | Dublino                                                               | Irlanda                                                               | 1 – 1                                                                 | Belgio                                                                | Qual. Mondiali 1982                                                   | -                                                                     |                                                                       |
| 19-11-1980                                                            | Bruxelles                                                             | Belgio                                                                | 1 – 0                                                                 | Paesi Bassi                                                           | Qual. Mondiali 1982                                                   | -                                                                     |                                                                       |
| 21-12-1980                                                            | Nicosia                                                               | Cipro                                                                 | 0 – 2                                                                 | Belgio                                                                | Qual. Mondiali 1982                                                   | -                                                                     |                                                                       |
| 18-2-1981                                                             | Bruxelles                                                             | Belgio                                                                | 3 – 2                                                                 | Cipro                                                                 | Qual. Mondiali 1982                                                   | -                                                                     |                                                                       |
| 25-3-1981                                                             | Bruxelles                                                             | Belgio                                                                | 1 – 0                                                                 | Irlanda                                                               | Qual. Mondiali 1982                                                   | -                                                                     |                                                                       |
| 29-4-1981                                                             | Parigi                                                                | Francia                                                               | 3 – 2                                                                 | Belgio                                                                | Qual. Mondiali 1982                                                   | -                                                                     |                                                                       |
| 9-9-1981                                                              | Bruxelles                                                             | Belgio                                                                | 2 – 0                                                                 | Francia                                                               | Qual. Mondiali 1982                                                   | -                                                                     |                                                                       |
| 14-10-1981                                                            | Rotterdam                                                             | Paesi Bassi                                                           | 3 – 0                                                                 | Belgio                                                                | Qual. Mondiali 1982                                                   | -                                                                     |                                                                       |
| 16-12-1981                                                            | Valencia                                                              | Spagna                                                                | 2 – 0                                                                 | Belgio                                                                | Amichevole                                                            | -                                                                     |                                                                       |
| 24-3-1982                                                             | Bruxelles                                                             | Belgio                                                                | 4 – 1                                                                 | Romania                                                               | Amichevole                                                            | -                                                                     |                                                                       |
| 28-4-1982                                                             | Bruxelles                                                             | Belgio                                                                | 2 – 1                                                                 | Bulgaria                                                              | Amichevole                                                            | -                                                                     |                                                                       |
| 27-5-1982                                                             | Copenaghen                                                            | Danimarca                                                             | 1 – 0                                                                 | Belgio                                                                | Amichevole                                                            | -                                                                     |                                                                       |
| 13-6-1982                                                             | Barcellona                                                            | Argentina                                                             | 0 – 1                                                                 | Belgio                                                                | Mondiali 1982                                                         | -                                                                     |                                                                       |
| 19-6-1982                                                             | Elche                                                                 | Belgio                                                                | 1 – 0                                                                 | El Salvador                                                           | Mondiali 1982                                                         | -                                                                     |                                                                       |
| 22-6-1982                                                             | Elche                                                                 | Belgio                                                                | 1 – 1                                                                 | Ungheria                                                              | Mondiali 1982                                                         | -                                                                     |                                                                       |
| 28-6-1982                                                             | Barcellona                                                            | Belgio                                                                | 0 – 3                                                                 | Polonia                                                               | Mondiali 1982                                                         | -                                                                     |                                                                       |
| 1-7-1982                                                              | Barcellona                                                            | Belgio                                                                | 0 – 1                                                                 | Unione Sovietica                                                      | Mondiali 1982                                                         | -                                                                     |                                                                       |
| 22-9-1982                                                             | Monaco di Baviera                                                     | Germania Ovest                                                        | 0 – 0                                                                 | Belgio                                                                | Amichevole                                                            | -                                                                     |                                                                       |
| 6-10-1982                                                             | Bruxelles                                                             | Belgio                                                                | 3 – 0                                                                 | Svizzera                                                              | Qual. Euro 1984                                                       | -                                                                     |                                                                       |
| 15-12-1982                                                            | Bruxelles                                                             | Belgio                                                                | 3 – 2                                                                 | Scozia                                                                | Qual. Euro 1984                                                       | -                                                                     |                                                                       |
| 30-3-1983                                                             | Lipsia                                                                | Germania Est                                                          | 1 – 2                                                                 | Belgio                                                                | Qual. Euro 1984                                                       | -                                                                     |                                                                       |
| 27-4-1983                                                             | Bruxelles                                                             | Belgio                                                                | 2 – 1                                                                 | Germania Est                                                          | Qual. Euro 1984                                                       | -                                                                     |                                                                       |
| 31-5-1983                                                             | Lussemburgo                                                           | Belgio                                                                | 1 – 1                                                                 | Francia                                                               | Amichevole                                                            | -                                                                     |                                                                       |
| 21-9-1983                                                             | Bruxelles                                                             | Belgio                                                                | 1 – 1                                                                 | Paesi Bassi                                                           | Amichevole                                                            | -                                                                     |                                                                       |
| 12-10-1983                                                            | Glasgow                                                               | Scozia                                                                | 1 – 1                                                                 | Belgio                                                                | Qual. Euro 1984                                                       | -                                                                     |                                                                       |
| 9-11-1983                                                             | Berna                                                                 | Svizzera                                                              | 3 – 1                                                                 | Belgio                                                                | Qual. Euro 1984                                                       | -                                                                     |                                                                       |
| 29-2-1984                                                             | Bruxelles                                                             | Belgio                                                                | 0 – 1                                                                 | Germania Ovest                                                        | Amichevole                                                            | -                                                                     |                                                                       |
| 17-4-1984                                                             | Varsavia                                                              | Polonia                                                               | 0 – 1                                                                 | Belgio                                                                | Amichevole                                                            | -                                                                     |                                                                       |
| 6-6-1984                                                              | Bruxelles                                                             | Belgio                                                                | 2 – 2                                                                 | Ungheria                                                              | Amichevole                                                            | -                                                                     |                                                                       |
| 13-6-1984                                                             | Lens                                                                  | Belgio                                                                | 2 – 0                                                                 | Jugoslavia                                                            | Euro 1984                                                             | -                                                                     |                                                                       |
| 16-6-1984                                                             | Nantes                                                                | Francia                                                               | 5 – 0                                                                 | Belgio                                                                | Euro 1984                                                             | -                                                                     |                                                                       |
| 19-6-1984                                                             | Strasburgo                                                            | Belgio                                                                | 2 – 3                                                                 | Danimarca                                                             | Euro 1984                                                             | -                                                                     |                                                                       |
| 5-9-1984                                                              | Bruxelles                                                             | Belgio                                                                | 0 – 2                                                                 | Argentina                                                             | Amichevole                                                            | -                                                                     |                                                                       |
| 17-10-1984                                                            | Bruxelles                                                             | Belgio                                                                | 3 – 1                                                                 | Albania                                                               | Qual. Mondiali 1986                                                   | -                                                                     |                                                                       |
| 19-12-1984                                                            | Amarousio                                                             | Grecia                                                                | 0 – 0                                                                 | Belgio                                                                | Qual. Mondiali 1986                                                   | -                                                                     |                                                                       |
| 22-12-1984                                                            | Tirana                                                                | Albania                                                               | 2 – 0                                                                 | Belgio                                                                | Qual. Mondiali 1986                                                   | -                                                                     |                                                                       |
| 27-3-1985                                                             | Bruxelles                                                             | Belgio                                                                | 2 – 0                                                                 | Grecia                                                                | Qual. Mondiali 1986                                                   | -                                                                     |                                                                       |
| 1-5-1985                                                              | Bruxelles                                                             | Belgio                                                                | 2 – 0                                                                 | Polonia                                                               | Qual. Mondiali 1986                                                   | -                                                                     |                                                                       |
| 11-9-1985                                                             | Chorzów                                                               | Polonia                                                               | 0 – 0                                                                 | Belgio                                                                | Qual. Mondiali 1986                                                   | -                                                                     |                                                                       |
| 16-10-1985                                                            | Anderlecht                                                            | Belgio                                                                | 1 – 0                                                                 | Paesi Bassi                                                           | Qual. Mondiali 1986                                                   | -                                                                     |                                                                       |
| 20-11-1985                                                            | Rotterdam                                                             | Paesi Bassi                                                           | 2 – 1                                                                 | Belgio                                                                | Qual. Mondiali 1986                                                   | -                                                                     |                                                                       |
| 19-2-1986                                                             | Elche                                                                 | Spagna                                                                | 3 – 0                                                                 | Belgio                                                                | Amichevole                                                            | -                                                                     |                                                                       |
| 23-4-1986                                                             | Bruxelles                                                             | Belgio                                                                | 2 – 0                                                                 | Bulgaria                                                              | Amichevole                                                            | -                                                                     |                                                                       |
| 19-5-1986                                                             | Bruxelles                                                             | Belgio                                                                | 1 – 3                                                                 | Jugoslavia                                                            | Amichevole                                                            | -                                                                     |                                                                       |
| 3-6-1986                                                              | Città del Messico                                                     | Messico                                                               | 2 – 1                                                                 | Belgio                                                                | Mondiali 1986                                                         | -                                                                     |                                                                       |
| 8-6-1986                                                              | Toluca                                                                | Belgio                                                                | 2 – 1                                                                 | Iraq                                                                  | Mondiali 1986                                                         | -                                                                     |                                                                       |
| 11-6-1986                                                             | Toluca                                                                | Belgio                                                                | 2 – 2                                                                 | Paraguay                                                              | Mondiali 1986                                                         | -                                                                     |                                                                       |
| 15-6-1986                                                             | León                                                                  | Belgio                                                                | 4 – 3                                                                 | Unione Sovietica                                                      | Mondiali 1986                                                         | -                                                                     |                                                                       |
| 22-6-1986                                                             | Puebla de Zaragoza                                                    | Belgio                                                                | 1 – 1                                                                 | Spagna                                                                | Mondiali 1986                                                         | -                                                                     |                                                                       |
| 25-6-1986                                                             | Città del Messico                                                     | Argentina                                                             | 2 – 0                                                                 | Belgio                                                                | Mondiali 1986                                                         | -                                                                     |                                                                       |
| 28-6-1986                                                             | Puebla de Zaragoza                                                    | Belgio                                                                | 2 – 4                                                                 | Francia                                                               | Mondiali 1986                                                         | -                                                                     |                                                                       |
| 10-9-1986                                                             | Bruxelles                                                             | Belgio                                                                | 2 – 2                                                                 | Irlanda                                                               | Qual. Euro 1988                                                       | -                                                                     |                                                                       |
| 14-10-1986                                                            | Lussemburgo                                                           | Lussemburgo                                                           | 0 – 6                                                                 | Belgio                                                                | Qual. Euro 1988                                                       | -                                                                     |                                                                       |
| 19-11-1986                                                            | Bruxelles                                                             | Belgio                                                                | 1 – 1                                                                 | Bulgaria                                                              | Qual. Euro 1988                                                       | -                                                                     |                                                                       |
| 4-2-1987                                                              | Braga                                                                 | Portogallo                                                            | 1 – 0                                                                 | Belgio                                                                | Amichevole                                                            | -                                                                     |                                                                       |
| 1-4-1987                                                              | Anderlecht                                                            | Belgio                                                                | 4 – 1                                                                 | Scozia                                                                | Qual. Euro 1988                                                       | -                                                                     |                                                                       |
| 29-4-1987                                                             | Dublino                                                               | Irlanda                                                               | 0 – 0                                                                 | Belgio                                                                | Qual. Euro 1988                                                       | -                                                                     |                                                                       |
| 9-9-1987                                                              | Rotterdam                                                             | Paesi Bassi                                                           | 0 – 0                                                                 | Belgio                                                                | Amichevole                                                            | -                                                                     |                                                                       |
| 23-9-1987                                                             | Sofia                                                                 | Bulgaria                                                              | 2 – 0                                                                 | Belgio                                                                | Qual. Euro 1988                                                       | -                                                                     |                                                                       |
| 14-10-1987                                                            | Glasgow                                                               | Scozia                                                                | 2 – 0                                                                 | Belgio                                                                | Qual. Euro 1988                                                       | -                                                                     |                                                                       |
| 11-11-1987                                                            | Bruxelles                                                             | Belgio                                                                | 3 – 0                                                                 | Lussemburgo                                                           | Qual. Euro 1988                                                       | -                                                                     |                                                                       |
| 19-1-1988                                                             | Ramat Gan                                                             | Israele                                                               | 2 – 3                                                                 | Belgio                                                                | Amichevole                                                            | -                                                                     |                                                                       |
| 26-3-1988                                                             | Bruxelles                                                             | Belgio                                                                | 3 – 0                                                                 | Ungheria                                                              | Amichevole                                                            | -                                                                     |                                                                       |
| 5-6-1988                                                              | Odense                                                                | Danimarca                                                             | 3 – 1                                                                 | Belgio                                                                | Amichevole                                                            | -                                                                     |                                                                       |
| 12-10-1988                                                            | Anversa                                                               | Belgio                                                                | 1 – 2                                                                 | Brasile                                                               | Amichevole                                                            | -                                                                     |                                                                       |
| 19-10-1988                                                            | Bruxelles                                                             | Belgio                                                                | 1 – 0                                                                 | Svizzera                                                              | Qual. Mondiali 1990                                                   | -                                                                     |                                                                       |
| 16-11-1988                                                            | Bratislava                                                            | Cecoslovacchia                                                        | 0 – 0                                                                 | Belgio                                                                | Qual. Mondiali 1990                                                   | -                                                                     |                                                                       |
| 15-2-1989                                                             | Lisbona                                                               | Portogallo                                                            | 1 – 1                                                                 | Belgio                                                                | Qual. Mondiali 1990                                                   | -                                                                     |                                                                       |
| 29-4-1989                                                             | Bruxelles                                                             | Belgio                                                                | 2 – 1                                                                 | Cecoslovacchia                                                        | Qual. Mondiali 1990                                                   | -                                                                     |                                                                       |
| 27-5-1989                                                             | Bruxelles                                                             | Belgio                                                                | 1 – 0                                                                 | Jugoslavia                                                            | Amichevole                                                            | -                                                                     |                                                                       |
| 1-6-1989                                                              | Lilla                                                                 | Lussemburgo                                                           | 0 – 5                                                                 | Belgio                                                                | Qual. Mondiali 1990                                                   | -                                                                     |                                                                       |
| 8-6-1989                                                              | Ottawa                                                                | Canada                                                                | 0 – 2                                                                 | Belgio                                                                | Amichevole                                                            | -                                                                     |                                                                       |
| 23-8-1989                                                             | Bruges                                                                | Belgio                                                                | 3 – 0                                                                 | Danimarca                                                             | Amichevole                                                            | -                                                                     |                                                                       |
| 6-9-1989                                                              | Bruxelles                                                             | Belgio                                                                | 3 – 0                                                                 | Portogallo                                                            | Qual. Mondiali 1990                                                   | -                                                                     |                                                                       |
| 11-10-1989                                                            | Basilea                                                               | Svizzera                                                              | 2 – 2                                                                 | Belgio                                                                | Qual. Mondiali 1990                                                   | -                                                                     |                                                                       |
| 25-10-1989                                                            | Bruxelles                                                             | Belgio                                                                | 1 – 1                                                                 | Lussemburgo                                                           | Qual. Mondiali 1990                                                   | -                                                                     |                                                                       |
| 17-1-1990                                                             | Amarousio                                                             | Grecia                                                                | 2 – 0                                                                 | Belgio                                                                | Amichevole                                                            | -                                                                     |                                                                       |
| 21-2-1990                                                             | Bruxelles                                                             | Belgio                                                                | 0 – 0                                                                 | Svezia                                                                | Amichevole                                                            | -                                                                     |                                                                       |
| 26-5-1990                                                             | Bruxelles                                                             | Belgio                                                                | 2 – 2                                                                 | Romania                                                               | Amichevole                                                            | -                                                                     |                                                                       |
| 2-6-1990                                                              | Bruxelles                                                             | Belgio                                                                | 3 – 0                                                                 | Messico                                                               | Amichevole                                                            | -                                                                     |                                                                       |
| 6-6-1990                                                              | Bruxelles                                                             | Belgio                                                                | 1 – 1                                                                 | Polonia                                                               | Amichevole                                                            | -                                                                     |                                                                       |
| 12-6-1990                                                             | Verona                                                                | Belgio                                                                | 2 – 0                                                                 | Corea del Sud                                                         | Mondiali 1990                                                         | -                                                                     |                                                                       |
| 17-6-1990                                                             | Verona                                                                | Belgio                                                                | 3 – 1                                                                 | Uruguay                                                               | Mondiali 1990                                                         | -                                                                     |                                                                       |
| 21-6-1990                                                             | Verona                                                                | Belgio                                                                | 1 – 2                                                                 | Spagna                                                                | Mondiali 1990                                                         | -                                                                     |                                                                       |
| 26-6-1990                                                             | Bologna                                                               | Belgio                                                                | 0 – 1                                                                 | Inghilterra                                                           | Mondiali 1990                                                         | -                                                                     |                                                                       |
| 12-9-1990                                                             | Anderlecht                                                            | Belgio                                                                | 0 – 2                                                                 | Germania Est                                                          | Amichevole                                                            | -                                                                     |                                                                       |
| 17-10-1990                                                            | Cardiff                                                               | Galles                                                                | 3 – 1                                                                 | Belgio                                                                | Qual. Euro 1992                                                       | -                                                                     |                                                                       |
| 13-2-1991                                                             | Terni                                                                 | Italia                                                                | 0 – 0                                                                 | Belgio                                                                | Amichevole                                                            | -                                                                     |                                                                       |
| 27-2-1991                                                             | Anderlecht                                                            | Belgio                                                                | 3 – 0                                                                 | Lussemburgo                                                           | Qual. Euro 1992                                                       | -                                                                     |                                                                       |
| 27-3-1991                                                             | Anderlecht                                                            | Belgio                                                                | 1 – 1                                                                 | Galles                                                                | Qual. Euro 1992                                                       | -                                                                     |                                                                       |
| 1-5-1991                                                              | Hannover                                                              | Germania                                                              | 1 – 0                                                                 | Belgio                                                                | Qual. Euro 1992                                                       | -                                                                     |                                                                       |
| 11-9-1991                                                             | Lussemburgo                                                           | Lussemburgo                                                           | 0 – 2                                                                 | Belgio                                                                | Qual. Euro 1992                                                       | -                                                                     |                                                                       |
| 9-10-1991                                                             | Székesfehérvár                                                        | Ungheria                                                              | 0 – 2                                                                 | Belgio                                                                | Amichevole                                                            | -                                                                     |                                                                       |
| 20-11-1991                                                            | Anderlecht                                                            | Belgio                                                                | 0 – 1                                                                 | Germania                                                              | Qual. Euro 1992                                                       | -                                                                     |                                                                       |
| 26-2-1992                                                             | Tunisi                                                                | Tunisia                                                               | 2 – 1                                                                 | Belgio                                                                | Amichevole                                                            | -                                                                     |                                                                       |
| 25-3-1992                                                             | Parigi                                                                | Francia                                                               | 3 – 3                                                                 | Belgio                                                                | Amichevole                                                            | -                                                                     |                                                                       |
| 22-4-1992                                                             | Anderlecht                                                            | Belgio                                                                | 1 – 0                                                                 | Cipro                                                                 | Qual. Mondiali 1994                                                   | -                                                                     |                                                                       |
| 3-6-1992                                                              | Toftir                                                                | Fær Øer                                                               | 0 – 3                                                                 | Belgio                                                                | Qual. Mondiali 1994                                                   | -                                                                     |                                                                       |
| 2-9-1992                                                              | Praga                                                                 | Cecoslovacchia                                                        | 1 – 2                                                                 | Belgio                                                                | Qual. Mondiali 1994                                                   | -                                                                     |                                                                       |
| 14-10-1992                                                            | Anderlecht                                                            | Belgio                                                                | 1 – 0                                                                 | Romania                                                               | Qual. Mondiali 1994                                                   | -                                                                     |                                                                       |
| 18-11-1992                                                            | Anderlecht                                                            | Belgio                                                                | 2 – 0                                                                 | Galles                                                                | Qual. Mondiali 1994                                                   | -                                                                     |                                                                       |
| 13-2-1993                                                             | Nicosia                                                               | Cipro                                                                 | 0 – 3                                                                 | Belgio                                                                | Qual. Mondiali 1994                                                   | -                                                                     |                                                                       |
| 31-3-1993                                                             | Cardiff                                                               | Galles                                                                | 2 – 0                                                                 | Belgio                                                                | Qual. Mondiali 1994                                                   | -                                                                     |                                                                       |
| 22-5-1993                                                             | Anderlecht                                                            | Belgio                                                                | 3 – 0                                                                 | Fær Øer                                                               | Qual. Mondiali 1994                                                   | -                                                                     |                                                                       |
| 6-10-1993                                                             | Anderlecht                                                            | Belgio                                                                | 2 – 1                                                                 | Gabon                                                                 | Amichevole                                                            | -                                                                     |                                                                       |
| 13-10-1993                                                            | Bucarest                                                              | Romania                                                               | 2 – 1                                                                 | Belgio                                                                | Qual. Mondiali 1994                                                   | -                                                                     |                                                                       |
| 17-11-1993                                                            | Anderlecht                                                            | Belgio                                                                | 0 – 0                                                                 | Cecoslovacchia                                                        | Qual. Mondiali 1994                                                   | -                                                                     |                                                                       |
| 16-2-1994                                                             | Attard                                                                | Malta                                                                 | 1 – 0                                                                 | Belgio                                                                | Amichevole                                                            | -                                                                     |                                                                       |
| 4-6-1994                                                              | Bruxelles                                                             | Belgio                                                                | 9 – 0                                                                 | Zambia                                                                | Amichevole                                                            | -                                                                     |                                                                       |
| 8-6-1994                                                              | Bruxelles                                                             | Belgio                                                                | 3 – 1                                                                 | Ungheria                                                              | Amichevole                                                            | -                                                                     |                                                                       |
| 19-6-1994                                                             | Orlando                                                               | Belgio                                                                | 1 – 0                                                                 | Marocco                                                               | Mondiali 1994                                                         | -                                                                     |                                                                       |
| 25-6-1994                                                             | Orlando                                                               | Belgio                                                                | 1 – 0                                                                 | Paesi Bassi                                                           | Mondiali 1994                                                         | -                                                                     |                                                                       |
| 29-6-1994                                                             | Washington                                                            | Belgio                                                                | 0 – 1                                                                 | Arabia Saudita                                                        | Mondiali 1994                                                         | -                                                                     |                                                                       |
| 2-7-1994                                                              | Chicago                                                               | Belgio                                                                | 2 – 3                                                                 | Germania                                                              | Mondiali 1994                                                         | -                                                                     |                                                                       |
| 7-9-1994                                                              | Anderlecht                                                            | Belgio                                                                | 2 – 0                                                                 | Armenia                                                               | Qual. Euro 1996                                                       | -                                                                     |                                                                       |
| 12-10-1994                                                            | Copenaghen                                                            | Danimarca                                                             | 3 – 1                                                                 | Belgio                                                                | Qual. Euro 1996                                                       | -                                                                     |                                                                       |
| 16-11-1994                                                            | Anderlecht                                                            | Belgio                                                                | 1 – 1                                                                 | Macedonia                                                             | Qual. Euro 1996                                                       | -                                                                     |                                                                       |
| 17-12-1994                                                            | Anderlecht                                                            | Belgio                                                                | 1 – 4                                                                 | Spagna                                                                | Qual. Euro 1996                                                       | -                                                                     |                                                                       |
| 29-3-1995                                                             | Siviglia                                                              | Spagna                                                                | 1 – 1                                                                 | Belgio                                                                | Qual. Euro 1996                                                       | -                                                                     |                                                                       |
| 22-4-1995                                                             | Molenbeek-Saint-Jean                                                  | Belgio                                                                | 1 – 0                                                                 | Stati Uniti                                                           | Amichevole                                                            | -                                                                     |                                                                       |
| 26-4-1995                                                             | Anderlecht                                                            | Belgio                                                                | 2 – 0                                                                 | Cipro                                                                 | Qual. Euro 1996                                                       | -                                                                     |                                                                       |
| 7-6-1995                                                              | Skopje                                                                | Macedonia                                                             | 0 – 5                                                                 | Belgio                                                                | Qual. Euro 1996                                                       | -                                                                     |                                                                       |
| 23-8-1995                                                             | Bruxelles                                                             | Belgio                                                                | 1 – 2                                                                 | Germania                                                              | Amichevole                                                            | -                                                                     |                                                                       |
| 6-9-1995                                                              | Bruxelles                                                             | Belgio                                                                | 1 – 3                                                                 | Danimarca                                                             | Qual. Euro 1996                                                       | -                                                                     |                                                                       |
| 7-10-1995                                                             | Erevan                                                                | Armenia                                                               | 0 – 2                                                                 | Belgio                                                                | Qual. Euro 1996                                                       | -                                                                     |                                                                       |
| 15-11-1995                                                            | Limassol                                                              | Cipro                                                                 | 1 – 1                                                                 | Belgio                                                                | Qual. Euro 1996                                                       | -                                                                     |                                                                       |
| 27-3-1996                                                             | Bruxelles                                                             | Belgio                                                                | 0 – 2                                                                 | Francia                                                               | Amichevole                                                            | -                                                                     |                                                                       |
| 24-4-1996                                                             | Bruxelles                                                             | Belgio                                                                | 0 – 0                                                                 | Russia                                                                | Amichevole                                                            | -                                                                     |                                                                       |
| 29-5-1996                                                             | Cremona                                                               | Italia                                                                | 2 – 2                                                                 | Belgio                                                                | Amichevole                                                            | -                                                                     |                                                                       |
| 31-8-1996                                                             | Bruxelles                                                             | Belgio                                                                | 2 – 1                                                                 | Turchia                                                               | Qual. Mondiali 1998                                                   | -                                                                     |                                                                       |
| 9-10-1996                                                             | Serravalle                                                            | San Marino                                                            | 0 – 3                                                                 | Belgio                                                                | Qual. Mondiali 1998                                                   | -                                                                     |                                                                       |
| 14-12-1996                                                            | Bruxelles                                                             | Belgio                                                                | 0 – 3                                                                 | Paesi Bassi                                                           | Qual. Mondiali 1998                                                   | -                                                                     |                                                                       |
| 11-2-1997                                                             | Belfast                                                               | Irlanda del Nord                                                      | 3 – 0                                                                 | Belgio                                                                | Amichevole                                                            | -                                                                     |                                                                       |
| 29-3-1997                                                             | Cardiff                                                               | Galles                                                                | 1 – 2                                                                 | Belgio                                                                | Qual. Mondiali 1998                                                   | -                                                                     |                                                                       |
| 30-4-1997                                                             | Istanbul                                                              | Turchia                                                               | 1 – 3                                                                 | Belgio                                                                | Qual. Mondiali 1998                                                   | -                                                                     |                                                                       |
| 7-6-1997                                                              | Bruxelles                                                             | Belgio                                                                | 6 – 0                                                                 | San Marino                                                            | Qual. Mondiali 1998                                                   | -                                                                     |                                                                       |
| 6-9-1997                                                              | Rotterdam                                                             | Paesi Bassi                                                           | 3 – 1                                                                 | Belgio                                                                | Qual. Mondiali 1998                                                   | -                                                                     |                                                                       |
| 11-10-1997                                                            | Bruxelles                                                             | Belgio                                                                | 3 – 2                                                                 | Galles                                                                | Qual. Mondiali 1998                                                   | -                                                                     |                                                                       |
| 29-10-1997                                                            | Dublino                                                               | Irlanda                                                               | 1 – 1                                                                 | Belgio                                                                | Qual. Mondiali 1998                                                   | -                                                                     |                                                                       |
| 15-11-1997                                                            | Bruxelles                                                             | Belgio                                                                | 2 – 1                                                                 | Irlanda                                                               | Qual. Mondiali 1998                                                   | -                                                                     |                                                                       |
| 25-2-1998                                                             | Bruxelles                                                             | Belgio                                                                | 2 – 0                                                                 | Stati Uniti                                                           | Amichevole                                                            | -                                                                     |                                                                       |
| 25-3-1998                                                             | Bruxelles                                                             | Belgio                                                                | 2 – 2                                                                 | Norvegia                                                              | Amichevole                                                            | -                                                                     |                                                                       |
| 22-4-1998                                                             | Bruxelles                                                             | Belgio                                                                | 1 – 1                                                                 | Romania                                                               | Amichevole                                                            | -                                                                     |                                                                       |
| 27-5-1998                                                             | Casablanca                                                            | Belgio                                                                | 0 – 1                                                                 | Francia                                                               | Amichevole                                                            | -                                                                     |                                                                       |
| 29-5-1998                                                             | Casablanca                                                            | Belgio                                                                | 0 – 0                                                                 | Inghilterra                                                           | Amichevole                                                            | -                                                                     |                                                                       |
| 3-6-1998                                                              | Bruxelles                                                             | Belgio                                                                | 2 – 0                                                                 | Colombia                                                              | Amichevole                                                            | -                                                                     |                                                                       |
| 6-6-1998                                                              | Bruxelles                                                             | Belgio                                                                | 1 – 0                                                                 | Paraguay                                                              | Amichevole                                                            | -                                                                     |                                                                       |
| 13-6-1998                                                             | Saint-Denis                                                           | Belgio                                                                | 0 – 0                                                                 | Paesi Bassi                                                           | Mondiali 1998                                                         | -                                                                     |                                                                       |
| 20-6-1998                                                             | Bordeaux                                                              | Messico                                                               | 2 – 2                                                                 | Belgio                                                                | Mondiali 1998                                                         | -                                                                     |                                                                       |
| 25-6-1998                                                             | Parigi                                                                | Corea del Sud                                                         | 1 – 1                                                                 | Belgio                                                                | Mondiali 1998                                                         | -                                                                     |                                                                       |
| 18-11-1998                                                            | Lussemburgo                                                           | Lussemburgo                                                           | 0 – 0                                                                 | Belgio                                                                | Amichevole                                                            | -                                                                     |                                                                       |
| 3-2-1999                                                              | Limassol                                                              | Cipro                                                                 | 0 – 1                                                                 | Belgio                                                                | Amichevole                                                            | -                                                                     |                                                                       |
| 5-2-1999                                                              | Larnaca                                                               | Belgio                                                                | 0 – 1                                                                 | Grecia                                                                | Amichevole                                                            | -                                                                     |                                                                       |
| 9-2-1999                                                              | Bruxelles                                                             | Belgio                                                                | 0 – 1                                                                 | Rep. Ceca                                                             | Amichevole                                                            | -                                                                     |                                                                       |
| 27-3-1999                                                             | Bruxelles                                                             | Belgio                                                                | 0 – 1                                                                 | Bulgaria                                                              | Amichevole                                                            | -                                                                     |                                                                       |
| 30-3-1999                                                             | Liegi                                                                 | Belgio                                                                | 0 – 1                                                                 | Egitto                                                                | Amichevole                                                            | -                                                                     |                                                                       |
| 28-4-1999                                                             | Bucarest                                                              | Romania                                                               | 1 – 0                                                                 | Belgio                                                                | Amichevole                                                            | -                                                                     |                                                                       |
| 30-5-1999                                                             | Kyoto                                                                 | Perù                                                                  | 1 – 1                                                                 | Belgio                                                                | Kirin Cup                                                             | -                                                                     |                                                                       |
| 3-6-1999                                                              | Tokyo                                                                 | Giappone                                                              | 0 – 0                                                                 | Belgio                                                                | Kirin Cup                                                             | -                                                                     |                                                                       |
| 5-6-1999                                                              | Seul                                                                  | Corea del Sud                                                         | 1 – 2                                                                 | Belgio                                                                | Amichevole                                                            | -                                                                     |                                                                       |
| 18-8-1999                                                             | Bruges                                                                | Belgio                                                                | 3 – 4                                                                 | Finlandia                                                             | Amichevole                                                            | -                                                                     |                                                                       |
| 4-9-1999                                                              | Rotterdam                                                             | Paesi Bassi                                                           | 5 – 5                                                                 | Belgio                                                                | Amichevole                                                            | -                                                                     |                                                                       |
| 7-9-1999                                                              | Liegi                                                                 | Belgio                                                                | 4 – 0                                                                 | Marocco                                                               | Amichevole                                                            | -                                                                     |                                                                       |
| 10-10-1999                                                            | Sunderland                                                            | Inghilterra                                                           | 2 – 1                                                                 | Belgio                                                                | Amichevole                                                            | -                                                                     |                                                                       |
| 13-11-1999                                                            | Lecce                                                                 | Italia                                                                | 1 – 3                                                                 | Belgio                                                                | Amichevole                                                            | -                                                                     |                                                                       |
| 23-2-2000                                                             | Charleroi                                                             | Belgio                                                                | 1 – 1                                                                 | Portogallo                                                            | Amichevole                                                            | -                                                                     |                                                                       |
| 29-3-2000                                                             | Bruxelles                                                             | Belgio                                                                | 2 – 2                                                                 | Paesi Bassi                                                           | Amichevole                                                            | -                                                                     |                                                                       |
| 26-4-2000                                                             | Oslo                                                                  | Norvegia                                                              | 0 – 2                                                                 | Belgio                                                                | Amichevole                                                            | -                                                                     |                                                                       |
| 3-6-2000                                                              | Copenaghen                                                            | Danimarca                                                             | 2 – 2                                                                 | Belgio                                                                | Amichevole                                                            | -                                                                     |                                                                       |
| 10-6-2000                                                             | Bruxelles                                                             | Belgio                                                                | 2 – 1                                                                 | Svezia                                                                | Euro 2000                                                             | -                                                                     |                                                                       |
| 14-6-2000                                                             | Bruxelles                                                             | Belgio                                                                | 0 – 2                                                                 | Italia                                                                | Euro 2000                                                             | -                                                                     |                                                                       |
| 19-6-2000                                                             | Bruxelles                                                             | Belgio                                                                | 0 – 2                                                                 | Turchia                                                               | Euro 2000                                                             | -                                                                     |                                                                       |
| 16-8-2000                                                             | Sofia                                                                 | Bulgaria                                                              | 1 – 3                                                                 | Belgio                                                                | Amichevole                                                            | -                                                                     |                                                                       |
| 2-9-2000                                                              | Bruxelles                                                             | Belgio                                                                | 0 – 0                                                                 | Croazia                                                               | Qual. Mondiali 2002                                                   | -                                                                     |                                                                       |
| 7-10-2000                                                             | Riga                                                                  | Lettonia                                                              | 0 – 4                                                                 | Belgio                                                                | Qual. Mondiali 2002                                                   | -                                                                     |                                                                       |
| 28-2-2001                                                             | Bruxelles                                                             | Belgio                                                                | 10 – 1                                                                | San Marino                                                            | Qual. Mondiali 2002                                                   | -                                                                     |                                                                       |
| 24-3-2001                                                             | Glasgow                                                               | Scozia                                                                | 2 – 2                                                                 | Belgio                                                                | Qual. Mondiali 2002                                                   | -                                                                     |                                                                       |
| 25-4-2001                                                             | Praga                                                                 | Rep. Ceca                                                             | 1 – 1                                                                 | Belgio                                                                | Amichevole                                                            | -                                                                     |                                                                       |
| 2-6-2001                                                              | Bruxelles                                                             | Belgio                                                                | 3 – 1                                                                 | Lettonia                                                              | Qual. Mondiali 2002                                                   | -                                                                     |                                                                       |
| 6-6-2001                                                              | Serravalle                                                            | San Marino                                                            | 1 – 4                                                                 | Belgio                                                                | Qual. Mondiali 2002                                                   | -                                                                     |                                                                       |
| 15-8-2001                                                             | Helsinki                                                              | Finlandia                                                             | 4 – 1                                                                 | Belgio                                                                | Amichevole                                                            | -                                                                     |                                                                       |
| 5-9-2001                                                              | Bruxelles                                                             | Belgio                                                                | 2 – 0                                                                 | Scozia                                                                | Qual. Mondiali 2002                                                   | -                                                                     |                                                                       |
| 6-10-2001                                                             | Zagabria                                                              | Croazia                                                               | 1 – 0                                                                 | Belgio                                                                | Qual. Mondiali 2002                                                   | -                                                                     |                                                                       |
| 10-11-2001                                                            | Bruxelles                                                             | Belgio                                                                | 1 – 0                                                                 | Rep. Ceca                                                             | Qual. Mondiali 2002                                                   | -                                                                     |                                                                       |
| 14-11-2001                                                            | Praga                                                                 | Rep. Ceca                                                             | 0 – 1                                                                 | Belgio                                                                | Qual. Mondiali 2002                                                   | -                                                                     |                                                                       |
| 13-2-2002                                                             | Bruxelles                                                             | Belgio                                                                | 1 – 0                                                                 | Norvegia                                                              | Amichevole                                                            | -                                                                     |                                                                       |
| 27-3-2002                                                             | Patrasso                                                              | Grecia                                                                | 3 – 2                                                                 | Belgio                                                                | Amichevole                                                            | -                                                                     |                                                                       |
| 17-4-2002                                                             | Bruxelles                                                             | Belgio                                                                | 1 – 1                                                                 | Slovacchia                                                            | Amichevole                                                            | -                                                                     |                                                                       |
| 14-5-2002                                                             | Bruxelles                                                             | Belgio                                                                | 0 – 0                                                                 | Algeria                                                               | Amichevole                                                            | -                                                                     |                                                                       |
| 18-5-2002                                                             | Saint-Denis                                                           | Francia                                                               | 1 – 2                                                                 | Belgio                                                                | Amichevole                                                            | -                                                                     |                                                                       |
| 26-5-2002                                                             | Kumamoto                                                              | Belgio                                                                | 1 – 0                                                                 | Costa Rica                                                            | Amichevole                                                            | -                                                                     |                                                                       |
| 4-6-2002                                                              | Saitama                                                               | Giappone                                                              | 2 – 2                                                                 | Belgio                                                                | Mondiali 2002                                                         | -                                                                     |                                                                       |
| 10-6-2002                                                             | Ōita                                                                  | Tunisia                                                               | 1 – 1                                                                 | Belgio                                                                | Mondiali 2002                                                         | -                                                                     |                                                                       |
| 14-6-2002                                                             | Fukuroi                                                               | Belgio                                                                | 3 – 2                                                                 | Russia                                                                | Mondiali 2002                                                         | -                                                                     |                                                                       |
| 17-6-2002                                                             | Kōbe                                                                  | Brasile                                                               | 2 – 0                                                                 | Belgio                                                                | Mondiali 2002                                                         | -                                                                     |                                                                       |
| 21-8-2002                                                             | Stettino                                                              | Polonia                                                               | 1 – 1                                                                 | Belgio                                                                | Amichevole                                                            | -                                                                     |                                                                       |
| 7-9-2002                                                              | Bruxelles                                                             | Belgio                                                                | 0 – 2                                                                 | Bulgaria                                                              | Qual. Euro 2004                                                       | -                                                                     |                                                                       |
| 12-10-2002                                                            | Andorra la Vella                                                      | Andorra                                                               | 0 – 1                                                                 | Belgio                                                                | Qual. Euro 2004                                                       | -                                                                     |                                                                       |
| 16-10-2002                                                            | Tallinn                                                               | Estonia                                                               | 0 – 1                                                                 | Belgio                                                                | Qual. Euro 2004                                                       | -                                                                     |                                                                       |
| 12-2-2003                                                             | Annaba                                                                | Algeria                                                               | 1 – 3                                                                 | Belgio                                                                | Amichevole                                                            | -                                                                     |                                                                       |
| 29-3-2003                                                             | Zagabria                                                              | Croazia                                                               | 4 – 0                                                                 | Belgio                                                                | Qual. Euro 2004                                                       | -                                                                     |                                                                       |
| 30-4-2003                                                             | Bruxelles                                                             | Belgio                                                                | 3 – 1                                                                 | Polonia                                                               | Amichevole                                                            | -                                                                     |                                                                       |
| 7-6-2003                                                              | Sofia                                                                 | Bulgaria                                                              | 2 – 2                                                                 | Belgio                                                                | Qual. Euro 2004                                                       | -                                                                     |                                                                       |
| 11-6-2003                                                             | Gand                                                                  | Belgio                                                                | 3 – 0                                                                 | Andorra                                                               | Qual. Euro 2004                                                       | -                                                                     |                                                                       |
| 20-8-2003                                                             | Bruxelles                                                             | Belgio                                                                | 1 – 1                                                                 | Paesi Bassi                                                           | Amichevole                                                            | -                                                                     |                                                                       |
| 10-9-2003                                                             | Bruxelles                                                             | Belgio                                                                | 2 – 1                                                                 | Croazia                                                               | Qual. Euro 2004                                                       | -                                                                     |                                                                       |
| 11-10-2003                                                            | Liegi                                                                 | Belgio                                                                | 2 – 0                                                                 | Estonia                                                               | Qual. Euro 2004                                                       | -                                                                     |                                                                       |
| 18-2-2004                                                             | Bruxelles                                                             | Belgio                                                                | 0 – 2                                                                 | Francia                                                               | Amichevole                                                            | -                                                                     |                                                                       |
| 31-3-2004                                                             | Colonia                                                               | Germania                                                              | 3 – 0                                                                 | Belgio                                                                | Amichevole                                                            | -                                                                     |                                                                       |
| 28-4-2004                                                             | Bruxelles                                                             | Belgio                                                                | 2 – 3                                                                 | Turchia                                                               | Amichevole                                                            | -                                                                     |                                                                       |
| 29-5-2004                                                             | Eindhoven                                                             | Paesi Bassi                                                           | 0 – 1                                                                 | Belgio                                                                | Amichevole                                                            | -                                                                     |                                                                       |
| 18-8-2004                                                             | Oslo                                                                  | Norvegia                                                              | 2 – 2                                                                 | Belgio                                                                | Amichevole                                                            | -                                                                     |                                                                       |
| 4-9-2004                                                              | Charleroi                                                             | Belgio                                                                | 1 – 1                                                                 | Lituania                                                              | Qual. Mondiali 2006                                                   | -                                                                     |                                                                       |
| 9-10-2004                                                             | Santander                                                             | Spagna                                                                | 2 – 0                                                                 | Belgio                                                                | Qual. Mondiali 2006                                                   | -                                                                     |                                                                       |
| 17-11-2004                                                            | Bruxelles                                                             | Belgio                                                                | 0 – 2                                                                 | Serbia e Montenegro                                                   | Qual. Mondiali 2006                                                   | -                                                                     |                                                                       |
| 9-2-2005                                                              | Il Cairo                                                              | Egitto                                                                | 4 – 0                                                                 | Belgio                                                                | Amichevole                                                            | -                                                                     |                                                                       |
| 26-3-2005                                                             | Bruxelles                                                             | Belgio                                                                | 4 – 1                                                                 | Bosnia ed Erzegovina                                                  | Qual. Mondiali 2006                                                   | -                                                                     |                                                                       |
| 30-3-2005                                                             | Serravalle                                                            | San Marino                                                            | 1 – 2                                                                 | Belgio                                                                | Qual. Mondiali 2006                                                   | -                                                                     |                                                                       |
| 4-6-2005                                                              | Belgrado                                                              | Serbia e Montenegro                                                   | 0 – 0                                                                 | Belgio                                                                | Qual. Mondiali 2006                                                   | -                                                                     |                                                                       |
| 17-8-2005                                                             | Bruxelles                                                             | Belgio                                                                | 2 – 0                                                                 | Grecia                                                                | Amichevole                                                            | -                                                                     |                                                                       |
| 3-9-2005                                                              | Zenica                                                                | Bosnia ed Erzegovina                                                  | 1 – 0                                                                 | Belgio                                                                | Qual. Mondiali 2006                                                   | -                                                                     |                                                                       |
| 7-9-2005                                                              | Anversa                                                               | Belgio                                                                | 8 – 0                                                                 | San Marino                                                            | Qual. Mondiali 2006                                                   | -                                                                     |                                                                       |
| 8-10-2005                                                             | Bruxelles                                                             | Belgio                                                                | 0 – 2                                                                 | Spagna                                                                | Qual. Mondiali 2006                                                   | -                                                                     |                                                                       |
| 12-10-2005                                                            | Vilnius                                                               | Lituania                                                              | 1 – 1                                                                 | Belgio                                                                | Qual. Mondiali 2006                                                   | -                                                                     |                                                                       |
| 1-3-2006                                                              | Lussemburgo                                                           | Lussemburgo                                                           | 0 – 2                                                                 | Belgio                                                                | Amichevole                                                            | -                                                                     |                                                                       |
| 11-5-2006                                                             | Sittard                                                               | Arabia Saudita                                                        | 1 – 2                                                                 | Belgio                                                                | Amichevole                                                            | -                                                                     |                                                                       |
| 20-5-2006                                                             | Trnava                                                                | Slovacchia                                                            | 1 – 1                                                                 | Belgio                                                                | Amichevole                                                            | -                                                                     |                                                                       |
| 24-5-2006                                                             | Genk                                                                  | Belgio                                                                | 3 – 3                                                                 | Turchia                                                               | Amichevole                                                            | -                                                                     |                                                                       |
| 16-8-2006                                                             | Anderlecht                                                            | Belgio                                                                | 0 – 0                                                                 | Kazakistan                                                            | Qual. Euro 2008                                                       | -                                                                     |                                                                       |
| 6-9-2006                                                              | Erevan                                                                | Armenia                                                               | 0 – 1                                                                 | Belgio                                                                | Qual. Euro 2008                                                       | -                                                                     |                                                                       |
| 7-10-2006                                                             | Belgrado                                                              | Serbia                                                                | 1 – 0                                                                 | Belgio                                                                | Qual. Euro 2008                                                       | -                                                                     |                                                                       |
| 11-10-2006                                                            | Anderlecht                                                            | Belgio                                                                | 3 – 0                                                                 | Azerbaigian                                                           | Qual. Euro 2008                                                       | -                                                                     |                                                                       |
| 15-11-2006                                                            | Bruxelles                                                             | Belgio                                                                | 0 – 1                                                                 | Polonia                                                               | Qual. Euro 2008                                                       | -                                                                     |                                                                       |
| 7-2-2007                                                              | Bruxelles                                                             | Belgio                                                                | 0 – 2                                                                 | Rep. Ceca                                                             | Amichevole                                                            | -                                                                     |                                                                       |
| 24-3-2007                                                             | Lisbona                                                               | Portogallo                                                            | 4 – 0                                                                 | Belgio                                                                | Qual. Euro 2008                                                       | -                                                                     |                                                                       |
| 2-6-2007                                                              | Bruxelles                                                             | Belgio                                                                | 1 – 2                                                                 | Portogallo                                                            | Qual. Euro 2008                                                       | -                                                                     |                                                                       |
| 6-6-2007                                                              | Helsinki                                                              | Finlandia                                                             | 2 – 0                                                                 | Belgio                                                                | Qual. Euro 2008                                                       | -                                                                     |                                                                       |
| 22-8-2007                                                             | Bruxelles                                                             | Belgio                                                                | 3 – 2                                                                 | Serbia                                                                | Qual. Euro 2008                                                       | -                                                                     |                                                                       |
| 12-9-2007                                                             | Almaty                                                                | Kazakistan                                                            | 2 – 2                                                                 | Belgio                                                                | Qual. Euro 2008                                                       | -                                                                     |                                                                       |
| 13-10-2007                                                            | Bruxelles                                                             | Belgio                                                                | 0 – 0                                                                 | Finlandia                                                             | Qual. Euro 2008                                                       | -                                                                     |                                                                       |
| 17-10-2007                                                            | Bruxelles                                                             | Belgio                                                                | 3 – 0                                                                 | Armenia                                                               | Qual. Euro 2008                                                       | -                                                                     |                                                                       |
| 17-11-2007                                                            | Chorzów                                                               | Polonia                                                               | 2 – 0                                                                 | Belgio                                                                | Qual. Euro 2008                                                       | -                                                                     |                                                                       |
| 21-11-2007                                                            | Baku                                                                  | Azerbaigian                                                           | 0 – 1                                                                 | Belgio                                                                | Qual. Euro 2008                                                       | -                                                                     |                                                                       |
| 26-3-2008                                                             | Bruxelles                                                             | Belgio                                                                | 1 – 4                                                                 | Marocco                                                               | Amichevole                                                            | -                                                                     |                                                                       |
| 30-5-2008                                                             | Firenze                                                               | Italia                                                                | 3 – 1                                                                 | Belgio                                                                | Amichevole                                                            | -                                                                     |                                                                       |
| 20-8-2008                                                             | Norimberga                                                            | Germania                                                              | 2 – 0                                                                 | Belgio                                                                | Amichevole                                                            | -                                                                     |                                                                       |
| 6-9-2008                                                              | Liegi                                                                 | Belgio                                                                | 3 – 2                                                                 | Estonia                                                               | Qual. Mondiali 2010                                                   | -                                                                     |                                                                       |
| 10-9-2008                                                             | Istanbul                                                              | Turchia                                                               | 1 – 1                                                                 | Belgio                                                                | Qual. Mondiali 2010                                                   | -                                                                     |                                                                       |
| 11-10-2008                                                            | Bruxelles                                                             | Belgio                                                                | 2 – 0                                                                 | Armenia                                                               | Qual. Mondiali 2010                                                   | -                                                                     |                                                                       |
| 15-10-2008                                                            | Bruxelles                                                             | Belgio                                                                | 1 – 2                                                                 | Spagna                                                                | Qual. Mondiali 2010                                                   | -                                                                     |                                                                       |
| 19-11-2008                                                            | Lussemburgo                                                           | Lussemburgo                                                           | 1 – 1                                                                 | Belgio                                                                | Amichevole                                                            | -                                                                     |                                                                       |
| 11-2-2009                                                             | Genk                                                                  | Belgio                                                                | 2 – 0                                                                 | Slovenia                                                              | Amichevole                                                            | -                                                                     |                                                                       |
| 28-3-2009                                                             | Genk                                                                  | Belgio                                                                | 2 – 4                                                                 | Bosnia ed Erzegovina                                                  | Qual. Mondiali 2010                                                   | -                                                                     |                                                                       |
| 1-4-2009                                                              | Zenica                                                                | Bosnia ed Erzegovina                                                  | 2 – 1                                                                 | Belgio                                                                | Qual. Mondiali 2010                                                   | -                                                                     |                                                                       |
| 29-5-2009                                                             | Chiba                                                                 | Cile                                                                  | 1 – 1                                                                 | Belgio                                                                | Kirin Cup                                                             | -                                                                     |                                                                       |
| 31-5-2009                                                             | Tokyo                                                                 | Giappone                                                              | 4 – 0                                                                 | Belgio                                                                | Kirin Cup                                                             | -                                                                     |                                                                       |
| 12-8-2009                                                             | Teplice                                                               | Rep. Ceca                                                             | 3 – 1                                                                 | Belgio                                                                | Amichevole                                                            | -                                                                     |                                                                       |
| 5-9-2009                                                              | La Coruña                                                             | Spagna                                                                | 5 – 0                                                                 | Belgio                                                                | Qual. Mondiali 2010                                                   | -                                                                     |                                                                       |
| 9-9-2009                                                              | Erevan                                                                | Armenia                                                               | 2 – 1                                                                 | Belgio                                                                | Qual. Mondiali 2010                                                   | -                                                                     |                                                                       |
| 10-10-2009                                                            | Bruxelles                                                             | Belgio                                                                | 2 – 0                                                                 | Turchia                                                               | Qual. Mondiali 2010                                                   | -                                                                     |                                                                       |
| 14-10-2009                                                            | Tallinn                                                               | Estonia                                                               | 2 – 0                                                                 | Belgio                                                                | Qual. Mondiali 2010                                                   | -                                                                     |                                                                       |
| 14-11-2009                                                            | Gand                                                                  | Belgio                                                                | 3 – 0                                                                 | Ungheria                                                              | Amichevole                                                            | -                                                                     |                                                                       |
| 17-11-2009                                                            | Sedan                                                                 | Qatar                                                                 | 0 – 2                                                                 | Belgio                                                                | Amichevole                                                            | -                                                                     |                                                                       |
| 3-3-2010                                                              | Bruxelles                                                             | Belgio                                                                | 0 – 1                                                                 | Croazia                                                               | Amichevole                                                            | -                                                                     |                                                                       |
| 19-5-2010                                                             | Bruxelles                                                             | Belgio                                                                | 2 – 1                                                                 | Bulgaria                                                              | Amichevole                                                            | -                                                                     |                                                                       |
| 11-8-2010                                                             | Turku                                                                 | Finlandia                                                             | 1 – 0                                                                 | Belgio                                                                | Amichevole                                                            | -                                                                     |                                                                       |
| 3-9-2010                                                              | Bruxelles                                                             | Belgio                                                                | 0 – 1                                                                 | Germania                                                              | Qual. Euro 2012                                                       | -                                                                     |                                                                       |
| 7-9-2010                                                              | Istanbul                                                              | Turchia                                                               | 3 – 2                                                                 | Belgio                                                                | Qual. Euro 2012                                                       | -                                                                     |                                                                       |
| 8-10-2010                                                             | Astana                                                                | Kazakistan                                                            | 0 – 2                                                                 | Belgio                                                                | Qual. Euro 2012                                                       | -                                                                     |                                                                       |
| 12-10-2010                                                            | Bruxelles                                                             | Belgio                                                                | 4 – 4                                                                 | Austria                                                               | Qual. Euro 2012                                                       | -                                                                     |                                                                       |
| 17-11-2010                                                            | Voronež                                                               | Russia                                                                | 0 – 2                                                                 | Belgio                                                                | Amichevole                                                            | -                                                                     |                                                                       |
| 9-2-2011                                                              | Gand                                                                  | Belgio                                                                | 1 – 1                                                                 | Finlandia                                                             | Amichevole                                                            | -                                                                     |                                                                       |
| 25-3-2011                                                             | Vienna                                                                | Austria                                                               | 0 – 2                                                                 | Belgio                                                                | Qual. Euro 2012                                                       | -                                                                     |                                                                       |
| 29-3-2011                                                             | Bruxelles                                                             | Belgio                                                                | 4 – 1                                                                 | Azerbaigian                                                           | Qual. Euro 2012                                                       | -                                                                     |                                                                       |
| 3-6-2011                                                              | Bruxelles                                                             | Belgio                                                                | 1 – 1                                                                 | Turchia                                                               | Qual. Euro 2012                                                       | -                                                                     |                                                                       |
| 10-8-2011                                                             | Lubiana                                                               | Slovenia                                                              | 0 – 0                                                                 | Belgio                                                                | Amichevole                                                            | -                                                                     |                                                                       |
| 2-9-2011                                                              | Baku                                                                  | Azerbaigian                                                           | 1 – 1                                                                 | Belgio                                                                | Qual. Euro 2012                                                       | -                                                                     |                                                                       |
| 6-9-2011                                                              | Bruxelles                                                             | Belgio                                                                | 1 – 0                                                                 | Stati Uniti                                                           | Amichevole                                                            | -                                                                     |                                                                       |
| 7-10-2011                                                             | Bruxelles                                                             | Belgio                                                                | 4 – 1                                                                 | Kazakistan                                                            | Qual. Euro 2012                                                       | -                                                                     |                                                                       |
| 11-10-2011                                                            | Düsseldorf                                                            | Germania                                                              | 3 – 1                                                                 | Belgio                                                                | Qual. Euro 2012                                                       | -                                                                     |                                                                       |
| 11-11-2011                                                            | Liegi                                                                 | Belgio                                                                | 2 – 1                                                                 | Romania                                                               | Amichevole                                                            | -                                                                     |                                                                       |
| 15-11-2011                                                            | Saint-Denis                                                           | Francia                                                               | 0 – 0                                                                 | Belgio                                                                | Amichevole                                                            | -                                                                     |                                                                       |
| 29-2-2012                                                             | Candia                                                                | Grecia                                                                | 1 – 1                                                                 | Belgio                                                                | Amichevole                                                            | -                                                                     |                                                                       |
| 25-5-2012                                                             | Bruxelles                                                             | Belgio                                                                | 2 – 2                                                                 | Montenegro                                                            | Amichevole                                                            | -                                                                     |                                                                       |
| 2-6-2012                                                              | Londra                                                                | Inghilterra                                                           | 1 – 0                                                                 | Belgio                                                                | Amichevole                                                            | -                                                                     |                                                                       |
| 15-8-2012                                                             | Bruxelles                                                             | Belgio                                                                | 4 – 2                                                                 | Paesi Bassi                                                           | Amichevole                                                            | -                                                                     |                                                                       |
| 7-9-2012                                                              | Cardiff                                                               | Galles                                                                | 0 – 2                                                                 | Belgio                                                                | Qual. Mondiali 2014                                                   | -                                                                     |                                                                       |
| 11-9-2012                                                             | Bruxelles                                                             | Belgio                                                                | 1 – 1                                                                 | Croazia                                                               | Qual. Mondiali 2014                                                   | -                                                                     |                                                                       |
| 12-10-2012                                                            | Belgrado                                                              | Serbia                                                                | 0 – 3                                                                 | Belgio                                                                | Qual. Mondiali 2014                                                   | -                                                                     |                                                                       |
| 16-10-2012                                                            | Bruxelles                                                             | Belgio                                                                | 2 – 0                                                                 | Scozia                                                                | Qual. Mondiali 2014                                                   | -                                                                     |                                                                       |
| 14-11-2012                                                            | Bucarest                                                              | Romania                                                               | 2 – 1                                                                 | Belgio                                                                | Amichevole                                                            | -                                                                     |                                                                       |
| 6-2-2013                                                              | Bruges                                                                | Belgio                                                                | 2 – 1                                                                 | Slovacchia                                                            | Amichevole                                                            | -                                                                     |                                                                       |
| 22-3-2013                                                             | Skopje                                                                | Macedonia                                                             | 0 – 2                                                                 | Belgio                                                                | Qual. Mondiali 2014                                                   | -                                                                     |                                                                       |
| 26-3-2013                                                             | Bruxelles                                                             | Belgio                                                                | 1 – 0                                                                 | Macedonia                                                             | Qual. Mondiali 2014                                                   | -                                                                     |                                                                       |
| 29-5-2013                                                             | Cleveland                                                             | Stati Uniti                                                           | 2 – 4                                                                 | Belgio                                                                | Amichevole                                                            | -                                                                     |                                                                       |
| 7-6-2013                                                              | Bruxelles                                                             | Belgio                                                                | 2 – 1                                                                 | Serbia                                                                | Qual. Mondiali 2014                                                   | -                                                                     |                                                                       |
| 14-8-2013                                                             | Bruxelles                                                             | Belgio                                                                | 0 – 0                                                                 | Francia                                                               | Amichevole                                                            | -                                                                     |                                                                       |
| 6-9-2013                                                              | Glasgow                                                               | Scozia                                                                | 0 – 2                                                                 | Belgio                                                                | Qual. Mondiali 2014                                                   | -                                                                     |                                                                       |
| 11-10-2013                                                            | Zagabria                                                              | Croazia                                                               | 1 – 2                                                                 | Belgio                                                                | Qual. Mondiali 2014                                                   | -                                                                     |                                                                       |
| 15-10-2013                                                            | Bruxelles                                                             | Belgio                                                                | 1 – 1                                                                 | Galles                                                                | Qual. Mondiali 2014                                                   | -                                                                     |                                                                       |
| 14-11-2013                                                            | Bruxelles                                                             | Belgio                                                                | 0 – 2                                                                 | Colombia                                                              | Amichevole                                                            | -                                                                     |                                                                       |
| 19-11-2013                                                            | Bruxelles                                                             | Belgio                                                                | 2 – 3                                                                 | Giappone                                                              | Amichevole                                                            | -                                                                     |                                                                       |
| 5-3-2014                                                              | Bruxelles                                                             | Belgio                                                                | 2 – 2                                                                 | Costa d'Avorio                                                        | Amichevole                                                            | -                                                                     |                                                                       |
| 26-5-2014                                                             | Genk                                                                  | Belgio                                                                | 5 – 1                                                                 | Lussemburgo                                                           | Amichevole                                                            | -                                                                     |                                                                       |
| 1-6-2014                                                              | Solna                                                                 | Svezia                                                                | 0 – 2                                                                 | Belgio                                                                | Amichevole                                                            | -                                                                     |                                                                       |
| 7-6-2014                                                              | Bruxelles                                                             | Belgio                                                                | 1 – 0                                                                 | Tunisia                                                               | Amichevole                                                            | -                                                                     |                                                                       |
| 17-6-2014                                                             | Belo Horizonte                                                        | Algeria                                                               | 1 – 2                                                                 | Belgio                                                                | Mondiali 2014                                                         | -                                                                     |                                                                       |
| 22-6-2014                                                             | Rio de Janeiro                                                        | Belgio                                                                | 1 – 0                                                                 | Russia                                                                | Mondiali 2014                                                         | -                                                                     |                                                                       |
| 26-6-2014                                                             | San Paolo                                                             | Corea del Sud                                                         | 0 – 1                                                                 | Belgio                                                                | Mondiali 2014                                                         | -                                                                     |                                                                       |
| 1-7-2014                                                              | Salvador                                                              | Stati Uniti                                                           | 1 – 2                                                                 | Belgio                                                                | Mondiali 2014                                                         | -                                                                     |                                                                       |
| 5-7-2014                                                              | Brasilia                                                              | Argentina                                                             | 1 – 0                                                                 | Belgio                                                                | Mondiali 2014                                                         | -                                                                     |                                                                       |
| 4-9-2014                                                              | Liegi                                                                 | Belgio                                                                | 2 – 0                                                                 | Australia                                                             | Amichevole                                                            | -                                                                     |                                                                       |
| 10-10-2014                                                            | Bruxelles                                                             | Belgio                                                                | 6 – 0                                                                 | Andorra                                                               | Qual. Euro 2016                                                       | -                                                                     |                                                                       |
| 13-10-2014                                                            | Zenica                                                                | Bosnia ed Erzegovina                                                  | 1 – 1                                                                 | Belgio                                                                | Qual. Euro 2016                                                       | -                                                                     |                                                                       |
| 12-11-2014                                                            | Bruxelles                                                             | Belgio                                                                | 3 – 1                                                                 | Islanda                                                               | Amichevole                                                            | -                                                                     |                                                                       |
| 16-11-2014                                                            | Bruxelles                                                             | Belgio                                                                | 0 – 0                                                                 | Galles                                                                | Qual. Euro 2016                                                       | -                                                                     |                                                                       |
| 28-3-2015                                                             | Bruxelles                                                             | Belgio                                                                | 5 – 0                                                                 | Cipro                                                                 | Qual. Euro 2016                                                       | -                                                                     |                                                                       |
| 31-3-2015                                                             | Gerusalemme                                                           | Israele                                                               | 0 – 1                                                                 | Belgio                                                                | Qual. Euro 2016                                                       | -                                                                     |                                                                       |
| 7-6-2015                                                              | Saint-Denis                                                           | Francia                                                               | 3 – 4                                                                 | Belgio                                                                | Amichevole                                                            | -                                                                     |                                                                       |
| 12-6-2015                                                             | Cardiff                                                               | Galles                                                                | 1 – 0                                                                 | Belgio                                                                | Qual. Euro 2016                                                       | -                                                                     |                                                                       |
| 3-9-2015                                                              | Bruxelles                                                             | Belgio                                                                | 3 – 1                                                                 | Bosnia ed Erzegovina                                                  | Qual. Euro 2016                                                       | -                                                                     |                                                                       |
| 6-9-2015                                                              | Strovolos                                                             | Cipro                                                                 | 0 – 1                                                                 | Belgio                                                                | Qual. Euro 2016                                                       | -                                                                     |                                                                       |
| 10-10-2015                                                            | Andorra la Vella                                                      | Andorra                                                               | 1 – 4                                                                 | Belgio                                                                | Qual. Euro 2016                                                       | -                                                                     |                                                                       |
| 13-10-2015                                                            | Bruxelles                                                             | Belgio                                                                | 3 – 1                                                                 | Israele                                                               | Qual. Euro 2016                                                       | -                                                                     |                                                                       |
| 13-11-2015                                                            | Bruxelles                                                             | Belgio                                                                | 3 – 1                                                                 | Italia                                                                | Amichevole                                                            | -                                                                     |                                                                       |
| 29-3-2016                                                             | Leiria                                                                | Portogallo                                                            | 2 – 1                                                                 | Belgio                                                                | Amichevole                                                            | -                                                                     |                                                                       |
| 28-5-2016                                                             | Lancy                                                                 | Svizzera                                                              | 1 – 2                                                                 | Belgio                                                                | Amichevole                                                            | -                                                                     |                                                                       |
| 1-6-2016                                                              | Bruxelles                                                             | Belgio                                                                | 1 – 1                                                                 | Finlandia                                                             | Amichevole                                                            | -                                                                     |                                                                       |
| 5-6-2016                                                              | Bruxelles                                                             | Belgio                                                                | 3 – 2                                                                 | Norvegia                                                              | Amichevole                                                            | -                                                                     |                                                                       |
| 13-6-2016                                                             | Lione                                                                 | Belgio                                                                | 0 – 2                                                                 | Italia                                                                | Euro 2016                                                             | -                                                                     |                                                                       |
| 18-6-2016                                                             | Bordeaux                                                              | Belgio                                                                | 3 – 0                                                                 | Irlanda                                                               | Euro 2016                                                             | -                                                                     |                                                                       |
| 22-6-2016                                                             | Nizza                                                                 | Svezia                                                                | 0 – 1                                                                 | Belgio                                                                | Euro 2016                                                             | -                                                                     |                                                                       |
| 26-6-2016                                                             | Tolosa                                                                | Ungheria                                                              | 0 – 4                                                                 | Belgio                                                                | Euro 2016                                                             | -                                                                     |                                                                       |
| 1-7-2016                                                              | Villeneuve-d'Ascq                                                     | Galles                                                                | 3 – 1                                                                 | Belgio                                                                | Euro 2016                                                             | -                                                                     |                                                                       |
| 1-9-2016                                                              | Bruxelles                                                             | Belgio                                                                | 0 – 2                                                                 | Spagna                                                                | Amichevole                                                            | -                                                                     |                                                                       |
| 6-9-2016                                                              | Strovolos                                                             | Cipro                                                                 | 0 – 3                                                                 | Belgio                                                                | Qual. Mondiali 2018                                                   | -                                                                     |                                                                       |
| 7-10-2016                                                             | Bruxelles                                                             | Belgio                                                                | 4 – 0                                                                 | Bosnia ed Erzegovina                                                  | Qual. Mondiali 2018                                                   | -                                                                     |                                                                       |
| 10-10-2016                                                            | Loulé                                                                 | Gibilterra                                                            | 0 – 6                                                                 | Belgio                                                                | Qual. Mondiali 2018                                                   | -                                                                     |                                                                       |
| 9-11-2016                                                             | Amsterdam                                                             | Paesi Bassi                                                           | 1 – 1                                                                 | Belgio                                                                | Amichevole                                                            | -                                                                     |                                                                       |
| 13-11-2016                                                            | Bruxelles                                                             | Belgio                                                                | 8 – 1                                                                 | Estonia                                                               | Qual. Mondiali 2018                                                   | -                                                                     |                                                                       |
| 25-3-2017                                                             | Bruxelles                                                             | Belgio                                                                | 1 – 1                                                                 | Grecia                                                                | Qual. Mondiali 2018                                                   | -                                                                     |                                                                       |
| 28-3-2017                                                             | Soči                                                                  | Russia                                                                | 3 – 3                                                                 | Belgio                                                                | Amichevole                                                            | -                                                                     |                                                                       |
| 5-6-2017                                                              | Bruxelles                                                             | Belgio                                                                | 2 – 1                                                                 | Rep. Ceca                                                             | Amichevole                                                            | -                                                                     |                                                                       |
| 9-6-2017                                                              | Tallinn                                                               | Estonia                                                               | 0 – 2                                                                 | Belgio                                                                | Qual. Mondiali 2018                                                   | -                                                                     |                                                                       |
| 31-8-2017                                                             | Liegi                                                                 | Belgio                                                                | 9 – 0                                                                 | Gibilterra                                                            | Qual. Mondiali 2018                                                   | -                                                                     |                                                                       |
| 3-9-2017                                                              | il Pireo                                                              | Grecia                                                                | 1 – 2                                                                 | Belgio                                                                | Qual. Mondiali 2018                                                   | -                                                                     |                                                                       |
| 7-10-2017                                                             | Sarajevo                                                              | Bosnia ed Erzegovina                                                  | 3 – 4                                                                 | Belgio                                                                | Qual. Mondiali 2018                                                   | -                                                                     |                                                                       |
| 10-10-2017                                                            | Bruxelles                                                             | Belgio                                                                | 4 – 0                                                                 | Cipro                                                                 | Qual. Mondiali 2018                                                   | -                                                                     |                                                                       |
| 10-11-2017                                                            | Bruxelles                                                             | Belgio                                                                | 3 – 3                                                                 | Messico                                                               | Amichevole                                                            | -                                                                     |                                                                       |
| 14-11-2017                                                            | Bruges                                                                | Belgio                                                                | 1 – 0                                                                 | Giappone                                                              | Amichevole                                                            | -                                                                     |                                                                       |
| 27-3-2018                                                             | Bruxelles                                                             | Belgio                                                                | 4 – 0                                                                 | Arabia Saudita                                                        | Amichevole                                                            | -                                                                     |                                                                       |
| 2-6-2018                                                              | Bruxelles                                                             | Belgio                                                                | 0 – 0                                                                 | Portogallo                                                            | Amichevole                                                            | -                                                                     |                                                                       |
| 6-6-2018                                                              | Bruxelles                                                             | Belgio                                                                | 3 – 0                                                                 | Egitto                                                                | Amichevole                                                            | -                                                                     |                                                                       |
| 11-6-2018                                                             | Bruxelles                                                             | Belgio                                                                | 4 – 1                                                                 | Costa Rica                                                            | Amichevole                                                            | -                                                                     |                                                                       |
| 18-6-2018                                                             | Soči                                                                  | Belgio                                                                | 3 – 0                                                                 | Panama                                                                | Mondiali 2018                                                         | -                                                                     |                                                                       |
| 23-6-2018                                                             | Mosca                                                                 | Belgio                                                                | 5 – 2                                                                 | Tunisia                                                               | Mondiali 2018                                                         | -                                                                     |                                                                       |
| 28-6-2018                                                             | Kaliningrad                                                           | Inghilterra                                                           | 0 – 1                                                                 | Belgio                                                                | Mondiali 2018                                                         | -                                                                     |                                                                       |
| 2-7-2018                                                              | Rostov                                                                | Belgio                                                                | 3 – 2                                                                 | Giappone                                                              | Mondiali 2018                                                         | -                                                                     |                                                                       |
| 6-7-2018                                                              | Kazan'                                                                | Brasile                                                               | 1 – 2                                                                 | Belgio                                                                | Mondiali 2018                                                         | -                                                                     |                                                                       |
| 10-7-2018                                                             | San Pietroburgo                                                       | Francia                                                               | 1 – 0                                                                 | Belgio                                                                | Mondiali 2018                                                         | -                                                                     |                                                                       |
| 14-7-2018                                                             | San Pietroburgo                                                       | Belgio                                                                | 2 – 0                                                                 | Inghilterra                                                           | Mondiali 2018                                                         | -                                                                     |                                                                       |
| 7-9-2018                                                              | Glasgow                                                               | Scozia                                                                | 0 – 4                                                                 | Belgio                                                                | Amichevole                                                            | -                                                                     |                                                                       |
| 11-9-2018                                                             | Reykjavík                                                             | Islanda                                                               | 0 – 3                                                                 | Belgio                                                                | UEFA Nations League 2018-2019                                         | -                                                                     |                                                                       |
| 16-10-2018                                                            | Bruxelles                                                             | Belgio                                                                | 1 – 1                                                                 | Paesi Bassi                                                           | Amichevole                                                            | -                                                                     |                                                                       |
| 12-10-2018                                                            | Bruxelles                                                             | Belgio                                                                | 2 – 1                                                                 | Svizzera                                                              | UEFA Nations League 2018-2019                                         | -                                                                     |                                                                       |
| 15-11-2018                                                            | Bruxelles                                                             | Belgio                                                                | 2 – 0                                                                 | Islanda                                                               | UEFA Nations League 2018-2019                                         | -                                                                     |                                                                       |
| 18-11-2018                                                            | Lucerna                                                               | Svizzera                                                              | 5 – 2                                                                 | Belgio                                                                | UEFA Nations League 2018-2019                                         | -                                                                     |                                                                       |
| 21-3-2019                                                             | Bruxelles                                                             | Belgio                                                                | 3 – 1                                                                 | Russia                                                                | Qual. Euro 2020                                                       | -                                                                     |                                                                       |
| 24-3-2019                                                             | Nicosia                                                               | Cipro                                                                 | 0 – 2                                                                 | Belgio                                                                | Qual. Euro 2020                                                       | -                                                                     |                                                                       |
| 8-6-2019                                                              | Bruxelles                                                             | Belgio                                                                | 3 – 0                                                                 | Kazakistan                                                            | Qual. Euro 2020                                                       | -                                                                     |                                                                       |
| 11-6-2019                                                             | Bruxelles                                                             | Belgio                                                                | 3 – 0                                                                 | Scozia                                                                | Qual. Euro 2020                                                       | -                                                                     |                                                                       |
| 6-9-2019                                                              | Serravalle                                                            | San Marino                                                            | 0 – 4                                                                 | Belgio                                                                | Qual. Euro 2020                                                       | -                                                                     |                                                                       |
| 9-9-2019                                                              | Glasgow                                                               | Scozia                                                                | 0 – 4                                                                 | Belgio                                                                | Qual. Euro 2020                                                       | -                                                                     |                                                                       |
| 10-10-2019                                                            | Bruxelles                                                             | Belgio                                                                | 9 – 0                                                                 | San Marino                                                            | Qual. Euro 2020                                                       | -                                                                     |                                                                       |
| 13-10-2019                                                            | Nur-Sultan                                                            | Kazakistan                                                            | 0 – 2                                                                 | Belgio                                                                | Qual. Euro 2020                                                       | -                                                                     |                                                                       |
| 16-11-2019                                                            | San Pietroburgo                                                       | Russia                                                                | 1 – 4                                                                 | Belgio                                                                | Qual. Euro 2020                                                       | -                                                                     |                                                                       |
| 19-11-2019                                                            | Bruxelles                                                             | Belgio                                                                | 6 – 1                                                                 | Cipro                                                                 | Qual. Euro 2020                                                       | -                                                                     |                                                                       |
| 5-9-2020                                                              | Copenaghen                                                            | Danimarca                                                             | 0 – 2                                                                 | Belgio                                                                | UEFA Nations League 2020-2021                                         | -                                                                     |                                                                       |
| 8-9-2020                                                              | Bruxelles                                                             | Belgio                                                                | 5 – 1                                                                 | Islanda                                                               | UEFA Nations League 2020-2021                                         | -                                                                     |                                                                       |
| 8-10-2020                                                             | Bruxelles                                                             | Belgio                                                                | 1 – 1                                                                 | Costa d'Avorio                                                        | Amichevole                                                            | -                                                                     |                                                                       |
| 11-10-2020                                                            | Londra                                                                | Inghilterra                                                           | 2 – 1                                                                 | Belgio                                                                | UEFA Nations League 2020-2021                                         | -                                                                     |                                                                       |
| 14-10-2020                                                            | Reykjavík                                                             | Islanda                                                               | 1 – 2                                                                 | Belgio                                                                | UEFA Nations League 2020-2021                                         | -                                                                     |                                                                       |
| 11-11-2020                                                            | Lovanio                                                               | Belgio                                                                | 2 – 1                                                                 | Svizzera                                                              | Amichevole                                                            | -                                                                     |                                                                       |
| 15-11-2020                                                            | Lovanio                                                               | Belgio                                                                | 2 – 0                                                                 | Inghilterra                                                           | UEFA Nations League 2020-2021                                         | -                                                                     |                                                                       |
| 24-3-2021                                                             | Lovanio                                                               | Belgio                                                                | 3 – 1                                                                 | Galles                                                                | Qual. Mondiali 2022                                                   | -                                                                     |                                                                       |
| 27-3-2021                                                             | Praga                                                                 | Rep. Ceca                                                             | 1 – 1                                                                 | Belgio                                                                | Qual. Mondiali 2022                                                   | -                                                                     |                                                                       |
| 30-3-2021                                                             | Lovanio                                                               | Belgio                                                                | 8 – 0                                                                 | Bielorussia                                                           | Qual. Mondiali 2022                                                   | -                                                                     |                                                                       |
| 3-6-2021                                                              | Bruxelles                                                             | Belgio                                                                | 1 – 1                                                                 | Grecia                                                                | Amichevole                                                            | -                                                                     |                                                                       |
| 6-6-2021                                                              | Bruxelles                                                             | Belgio                                                                | 1 – 0                                                                 | Croazia                                                               | Amichevole                                                            | -                                                                     |                                                                       |
| 12-6-2021                                                             | San Pietroburgo                                                       | Belgio                                                                | 3 – 0                                                                 | Russia                                                                | Euro 2020                                                             | -                                                                     |                                                                       |
| 17-6-2021                                                             | Copenaghen                                                            | Danimarca                                                             | 1 – 2                                                                 | Belgio                                                                | Euro 2020                                                             | -                                                                     |                                                                       |
| 21-6-2021                                                             | San Pietroburgo                                                       | Finlandia                                                             | 0 – 2                                                                 | Belgio                                                                | Euro 2020                                                             | -                                                                     |                                                                       |
| 2-7-2021                                                              | Monaco di Baviera                                                     | Belgio                                                                | 1 – 2                                                                 | Italia                                                                | Euro 2020                                                             | -                                                                     |                                                                       |
| 2-9-2021                                                              | Tallinn                                                               | Estonia                                                               | 2 – 5                                                                 | Belgio                                                                | Qual. Mondiali 2022                                                   | -                                                                     |                                                                       |
| 5-9-2021                                                              | Bruxelles                                                             | Belgio                                                                | 3 – 0                                                                 | Rep. Ceca                                                             | Qual. Mondiali 2022                                                   | -                                                                     |                                                                       |
| 8-9-2021                                                              | Kazan'                                                                | Bielorussia                                                           | 0 – 1                                                                 | Belgio                                                                | Qual. Mondiali 2022                                                   | -                                                                     |                                                                       |
| 7-10-2021                                                             | Torino                                                                | Belgio                                                                | 2 – 3                                                                 | Francia                                                               | UEFA Nations League 2020-2021                                         | -                                                                     |                                                                       |
| 10-10-2021                                                            | Torino                                                                | Italia                                                                | 2 – 1                                                                 | Belgio                                                                | UEFA Nations League 2020-2021                                         | -                                                                     |                                                                       |
| 13-11-2021                                                            | Bruxelles                                                             | Belgio                                                                | 3 – 1                                                                 | Estonia                                                               | Qual. Mondiali 2022                                                   | -                                                                     |                                                                       |
| 16-11-2021                                                            | Bruxelles                                                             | Galles                                                                | 1 – 1                                                                 | Belgio                                                                | Qual. Mondiali 2022                                                   | -                                                                     |                                                                       |
| 26-3-2022                                                             | Dublino                                                               | Irlanda                                                               | 2 – 2                                                                 | Belgio                                                                | Amichevole                                                            | -                                                                     |                                                                       |
| 29-3-2022                                                             | Anderlecht                                                            | Belgio                                                                | 3 – 0                                                                 | Burkina Faso                                                          | Amichevole                                                            | -                                                                     |                                                                       |
| 03-6-2022                                                             | Bruxelles                                                             | Belgio                                                                | 1 – 4                                                                 | Paesi Bassi                                                           | UEFA Nations League 2022-2023                                         | -                                                                     |                                                                       |
| 08-6-2022                                                             | Bruxelles                                                             | Belgio                                                                | 6 – 1                                                                 | Polonia                                                               | UEFA Nations League 2022-2023                                         | -                                                                     |                                                                       |
| 11-6-2022                                                             | Cardiff                                                               | Galles                                                                | 1 – 1                                                                 | Belgio                                                                | UEFA Nations League 2022-2023                                         | -                                                                     |                                                                       |
| 14-6-2022                                                             | Varsavia                                                              | Polonia                                                               | 0 – 1                                                                 | Belgio                                                                | UEFA Nations League 2022-2023                                         | -                                                                     |                                                                       |
| 22-9-2022                                                             | Bruxelles                                                             | Belgio                                                                | 2 – 1                                                                 | Galles                                                                | UEFA Nations League 2022-2023                                         | -                                                                     |                                                                       |
| 25-9-2022                                                             | Amsterdam                                                             | Paesi Bassi                                                           | 1 – 0                                                                 | Belgio                                                                | UEFA Nations League 2022-2023                                         | -                                                                     |                                                                       |
| 18-11-2022                                                            | Kuwait City                                                           | Belgio                                                                | 1 – 2                                                                 | Egitto                                                                | Amichevole                                                            | -                                                                     |                                                                       |
| 23-11-2022                                                            | Al-Rayyan                                                             | Belgio                                                                | 1 – 0                                                                 | Canada                                                                | Mondiali 2022                                                         | -                                                                     |                                                                       |
| 27-11-2022                                                            | Doha                                                                  | Belgio                                                                | 0 – 2                                                                 | Marocco                                                               | Mondiali 2022                                                         | -                                                                     |                                                                       |
| 01-12-2022                                                            | Al-Rayyan                                                             | Croazia                                                               | 0 – 0                                                                 | Belgio                                                                | Mondiali 2022                                                         | -                                                                     |                                                                       |
| 24-3-2023                                                             | Solna                                                                 | Svezia                                                                | 0 – 3                                                                 | Belgio                                                                | Qual. Euro 2024                                                       | -                                                                     |                                                                       |
| 28-3-2023                                                             | Colonia                                                               | Germania                                                              | 2 – 3                                                                 | Belgio                                                                | Amichevole                                                            | -                                                                     |                                                                       |
| 17-6-2023                                                             | Bruxelles                                                             | Belgio                                                                | 1 – 1                                                                 | Austria                                                               | Qual. Euro 2024                                                       | -                                                                     |                                                                       |
| 20-6-2023                                                             | Tallinn                                                               | Estonia                                                               | 0 – 3                                                                 | Belgio                                                                | Qual. Euro 2024                                                       | -                                                                     |                                                                       |
| 09-9-2023                                                             | Baku                                                                  | Azerbaigian                                                           | 0 – 1                                                                 | Belgio                                                                | Qual. Euro 2024                                                       | -                                                                     |                                                                       |
| 12-9-2023                                                             | Bruxelles                                                             | Belgio                                                                | 5 – 0                                                                 | Estonia                                                               | Qual. Euro 2024                                                       | -                                                                     |                                                                       |
| 13-10-2023                                                            | Vienna                                                                | Austria                                                               | 2 – 3                                                                 | Belgio                                                                | Qual. Euro 2024                                                       | -                                                                     |                                                                       |
| 16-10-2023                                                            | Bruxelles                                                             | Belgio                                                                | 1 – 1                                                                 | Svezia                                                                | Qual. Euro 2024                                                       | -                                                                     |                                                                       |
| 15-11-2023                                                            | Heverlee                                                              | Belgio                                                                | 1 – 0                                                                 | Serbia                                                                | Amichevole                                                            | -                                                                     |                                                                       |
| 19-11-2023                                                            | Bruxelles                                                             | Belgio                                                                | 5 – 0                                                                 | Azerbaigian                                                           | Qual. Euro 2024                                                       | -                                                                     |                                                                       |
| 23-3-2024                                                             | Dublino                                                               | Irlanda                                                               | 0 – 0                                                                 | Belgio                                                                | Amichevole                                                            | -                                                                     |                                                                       |
| 26-3-2024                                                             | Londra                                                                | Inghilterra                                                           | 2 – 2                                                                 | Belgio                                                                | Amichevole                                                            | -                                                                     |                                                                       |
| 05-6-2024                                                             | Bruxelles                                                             | Belgio                                                                | 2 – 0                                                                 | Montenegro                                                            | Amichevole                                                            | -                                                                     |                                                                       |
| 08-6-2024                                                             | Bruxelles                                                             | Belgio                                                                | 3 – 0                                                                 | Lussemburgo                                                           | Amichevole                                                            | -                                                                     |                                                                       |
| 17-6-2024                                                             | Francoforte sul Meno                                                  | Belgio                                                                | 0 – 1                                                                 | Slovacchia                                                            | Euro 2024                                                             | -                                                                     |                                                                       |
| 22-6-2024                                                             | Colonia                                                               | Belgio                                                                | 2 – 0                                                                 | Romania                                                               | Euro 2024                                                             | -                                                                     |                                                                       |
| 26-6-2024                                                             | Stoccarda                                                             | Ucraina                                                               | 0 – 0                                                                 | Belgio                                                                | Euro 2024                                                             | -                                                                     |                                                                       |
| 01-7-2024                                                             | Düsseldorf                                                            | Francia                                                               | 1 – 0                                                                 | Belgio                                                                | Euro 2024                                                             | -                                                                     |                                                                       |
| Totale                                                                |                                                                       | Presenze                                                              | 841                                                                   |                                                                       | Reti                                                                  |                                                                       |                                                                       |